# Austro-Ungaria
Austro-Ungaria, numită și Dubla Monarhie împărătească și regală (kaiserlich und königlich Doppelmonarchie sau k. u. k. Doppelmonarchie) sau Monarhia Dunăreană, desemnează statul condus de monarhii Habsburgi în Europa Centrală și în Europa de Sud-est între 1867 și 1918. Acest stat a existat după transformarea Imperiului Austriac într-o dublă monarhie pe baza compromisului austro-ungar din 8 iunie 1867, recunoscut în Austria prin constituție începând cu 21 decembrie 1867, până în 31 octombrie 1918 (când Ungaria a ieșit din uniune).
Monarhia austro-ungară se compunea din două state: din „Regatele și Țările reprezentate în Consiliul Imperial”, neoficial Cisleithania (stat numit oficial Austria doar din 1915), și din „Țările Sfintei Coroane Ungare a lui Ștefan“, neoficial Transleithania (stat numit colocvial Ungaria). Altfel spus, Dubla Monarhie era formată dintr-un imperiu (al țărilor austriece) și un regat (al țărilor ungurești). La acestea se adaugă din 1878, sub ocupație austriacă, teritoriul Bosniei și Herțegovinei, care, din 1908, după lungi negocieri în cadrul monarhiei, a fost încorporat în calitate de Condominium. Acordurile realizate în spiritul dreptului constituțional au asigurat, în sensul unei uniuni reale, egalitatea în drepturi a ambelor (părți de) stat(e) în cadrul relațiilor lor inter și intra-statale. Șeful de stat comun era Împărat al Austriei și Rege Apostolic al Ungariei din casa de Habsburg-Lorena. Din 1867 până în 1916 a domnit Francisc Iosif I, iar până în 1918, strănepotul său Carol I / IV.
Cu aproximativ 676.000 km², cât avea după anexarea Bosniei și Herțegovinei, Austro-Ungaria era în 1908 al doilea stat ca întindere al Europei (după Imperiul Rus), iar cu cele 52,8 milioane de locuitori (1914) era al treilea stat european ca populație (după Imperiul Rus și după Imperiul German). Teritoriul său cuprindea în cele din urmă teritorii ale următoarelor state contemporane: Austria, Ungaria, Cehia (cu excepția regiunii Hlučín), Slovacia, Slovenia, Croația, Bosnia și Herțegovina, precum și părți care aparțin azi României (Transilvania, cea mai mare parte a Banatului, partea estică a Crișanei, partea estică a Sătmarului, partea sudică a Maramureșului, sudul Bucovinei), Muntenegrului (localitățile litorale), Poloniei (vestul Galiției), Ucrainei (estul Galiției, nordul Maramureșului și nordul Bucovinei), Italiei (Trentino-Tirolul de Sud și o parte a regiunii Friuli-Veneția Giulia) și Serbiei (Voivodina).
Primul Război Mondial, dezintegrarea Cisleithaniei la sfârșitul lui octombrie 1918 prin fondarea Cehoslovaciei, a Statului slovenilor, croaților și sârbilor și a statului Austria Germană, ieșirea Ungariei din uniunea reală precum și Tratatul de la St. Germain din 1919 au condus la, respectiv au pecetluit sfârșitul Austro-Ungariei. Republica succesoare a păstrat numele „austriac”, a abolit nobilimea și i-a expulzat pe Habsburgi din țară. Nu în ultimul rând pe baza experiențelor din deceniile care au urmat, administrației habsburgice, inclusiv din perioada ei austro-ungară, i se păstrează în Austria zilelor noastre o amintire în mare măsură pozitivă.

## Numele statului
Denumirea oficială Monarhia Austro-Ungară (în germană Österreichisch-Ungarische Monarchie; în maghiară Osztrák-Magyar Monarchia) a fost stabilită de către împăratul și regele Francisc Iosif I într-un document scris de mână în 14 noiembrie 1868. În mod alternativ, Dubla Monarhie se mai numea și Monarhia chezărească și crăiască Austro-Ungaria (Kaiserliche und königliche Monarchie Österreich-Ungarn), ceea ce a dus la denumirea informală Monarhia k. u. k. și la numele glumeț Kakania. Pe baza faptului că, din punct de vedere legal, statul era constituit din două părți distincte, se mai utilizează și denumirea Dubla Monarhie; această denumire nu are nici o legătură cu vulturul cu două capete împărătesc, care nu a fost niciodată un simbol al maghiarilor. În fine, cum Dunărea străbătea Dubla Monarhie pe o distanță de circa 1300 km constituind principalul său curs de apă, i se mai spunea și Monarhia Dunăreană. 
Până în 1915, Austria imperială a fost numită în general și oficial Regatele și Țările reprezentate în Consiliul Imperial, iar în mod neoficial, în limbaj politic și juridic, a fost numită Cisleithania, adică, din perspectiva celor de la Viena, țara de dincoace de râul-graniță Leitha. Ungaria regală era cunoscută în limbaj administrativ ca Țările Sfintei Coroane Ungare a lui Ștefan sau, tot din perspectivă vieneză, ca Transleithania. Termenul Austria (Österreich) ca termen global pentru regiunile cisleithanice a fost introdus pentru prima dată ca denumire oficială în 1915. Apelativul literar Kakania, imaginat de Robert Musil în romanul „Omul fără însușiri”, derivă de la prescurtarea k.u.k. a termenului german kaiserlich und königlich (în română, chezăresc și crăiesc sau imperial și regal) folosit în perioada austro-ungară pentru a desemna întreaga dublă monarhie (a nu se confunda k.u.k. cu k.k. — cezaro-crăiesc, termen folosit după 1867 doar pentru Cisleithania). Denumirea Imperiul Austro-Ungar, deși folosită, este eronată dat fiind că Austro-Ungaria era împărătească și crăiască , adică era o uniune formată din Imperiul Austriei și din Regatul Ungariei în care termenul de „imperiu” era folosit exclusiv pentru a face referință la partea austriacă a Dublei Monarhii.

## Însemne

### Steaguri
Austro-Ungaria nu avea un drapel de stat unic și comun ambelor părți ale monarhiei. În schimb, avea:
- un steag comun al marinei militare (roșu-alb-roșu cu un scut încoronat), introdus încă din 1 ianuarie 1787,
- steagurile de luptă ale Armatei Comune și
- un steag comun al marinei comerciale, adoptat la 1 august 1869 (o combinație a steagului marinei militare și a steagului Regatului ungar, completată de mica stemă maghiară).[4][5]

Printr-un decret al monarhului, la 12 octombrie 1915 a fost adoptată o nouă serie de steaguri pentru marină, inclusiv pentru marina militară și de război. Cu toate acestea, din cauza condițiilor de război, noile steaguri nu au intrat niciodată în uz. În schimb, noul steag de război putea fi văzut, de exemplu, tipărit pe cărți poștale. De asemenea, unele avioane austro-ungare afișau noul steag pe coadă.

Steagul marinei militare austro-ungare
Steagul marinei comerciale austro-ungare

Culorile Casei de Habsburg (negru-galben) erau folosite în Cisleithania. A nu se confunda Cisleithania cu Arhiducatul Austriei unde, pe lângă steagul Casei de Habsburg, mai era folosit și steagul istoric al arhiducatului (roșu-alb-roșu). Jumătatea maghiară a monarhiei avea ca steag un tricolor roșu-alb-verde afișând stema Ungariei. 

Steagul Casei de Habsburg (folosit în toată jumătatea austriacă a monarhiei)
Steagul Regatului Ungariei din 1867 până în 1918 (jumătatea maghiară a monarhiei)

### Steme
Din  1867 până în 1915, vulturul bicefal al dinastiei de Habsburg-Lorena (al „Casei de Austria“) a fost principalul simbol al instituțiilor comune (k. u. k.) ale Austro-Ungariei; el reprezenta dinastia cu mult înainte de instituirea Dublei Monarhii și simboliza rangul imperial. 
Cum vulturul bicefal simboliza în același timp jumătatea imperială (austriacă) a monarhiei, Cisleithania, această stemă a constituit un motiv constant de insatisfacție pentru politicienii maghiari, care erau reprezentanți ai jumătății regale a monarhiei (Transleithania). Din această cauză, în 1915 a fost introdusă o nouă stemă comună, care era o combinație a stemelor în egală măsură legitime ale celor două jumătăți ale monarhiei și a micii steme a Casei de Austria. Deviza indivisibiliter ac inseparabiliter („indivizibl și inseparabil“) trebuia să evoce solidaritatea celor două state în cadrul uniunii reale a monarhie. 

Mica stemă comună (până în 1915)
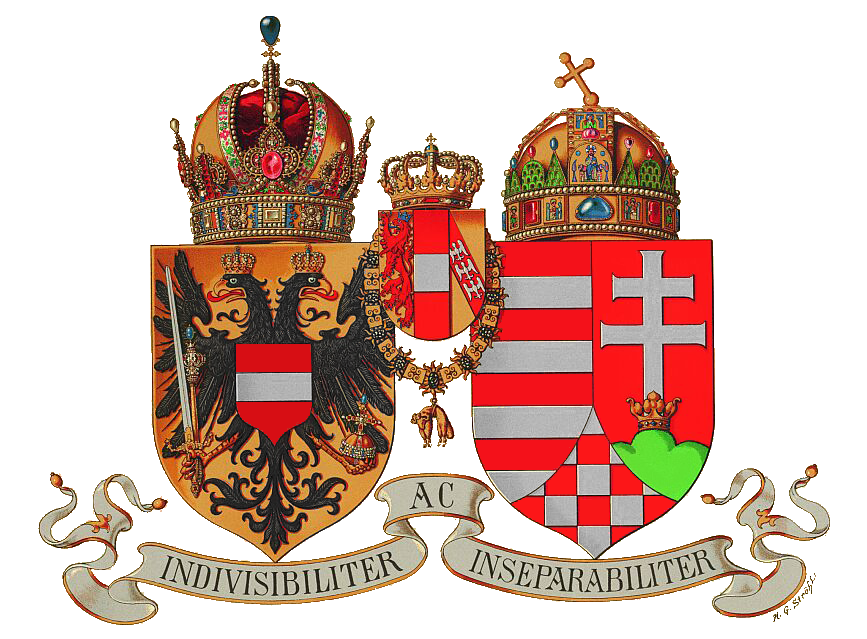
Mica stemă comună (1915–1918)
Stema comună mijlocie (până în 1915)
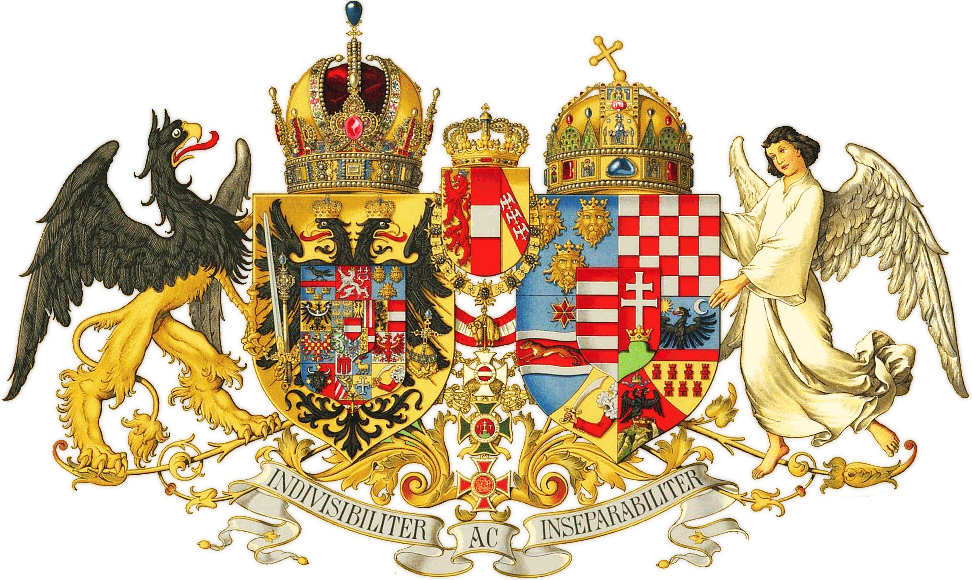
Stema comună mijlocie (1915–1918)

Stema mijlocie a jumătății austriece a monarhiei înfățișează vulturul bicefal încoronat cu coroana imperială și având pe piept un scut cuprinzând stemele Cisleithaniei. Scutul stemei mijlocii este superpozat de coroana imperială a Habsburgilor și este susținut de doi grifoni. Scutul stemei jumătății maghiare a monarhiei este superpozat de Coroana Sfântului Ștefan și este flancat de doi îngeri îmbrăcați în alb.

Mica stemă a Austriei (1915–1918)
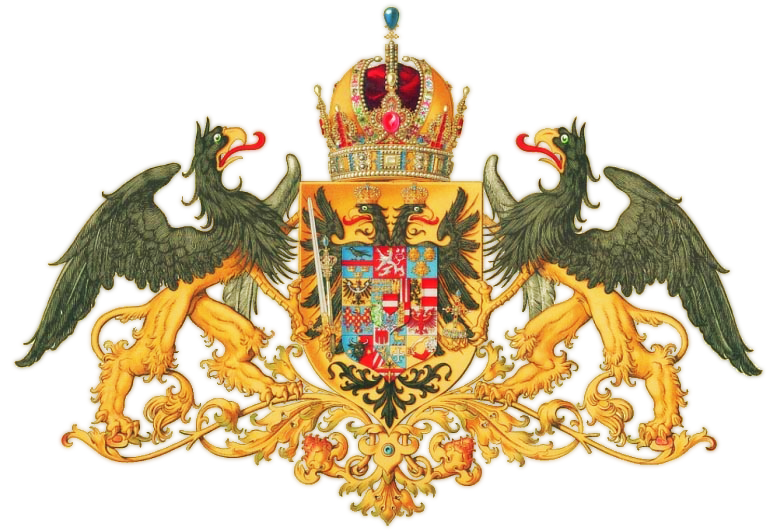
Stema mijlocie a țărilor austriece (noua versiune din 1915)
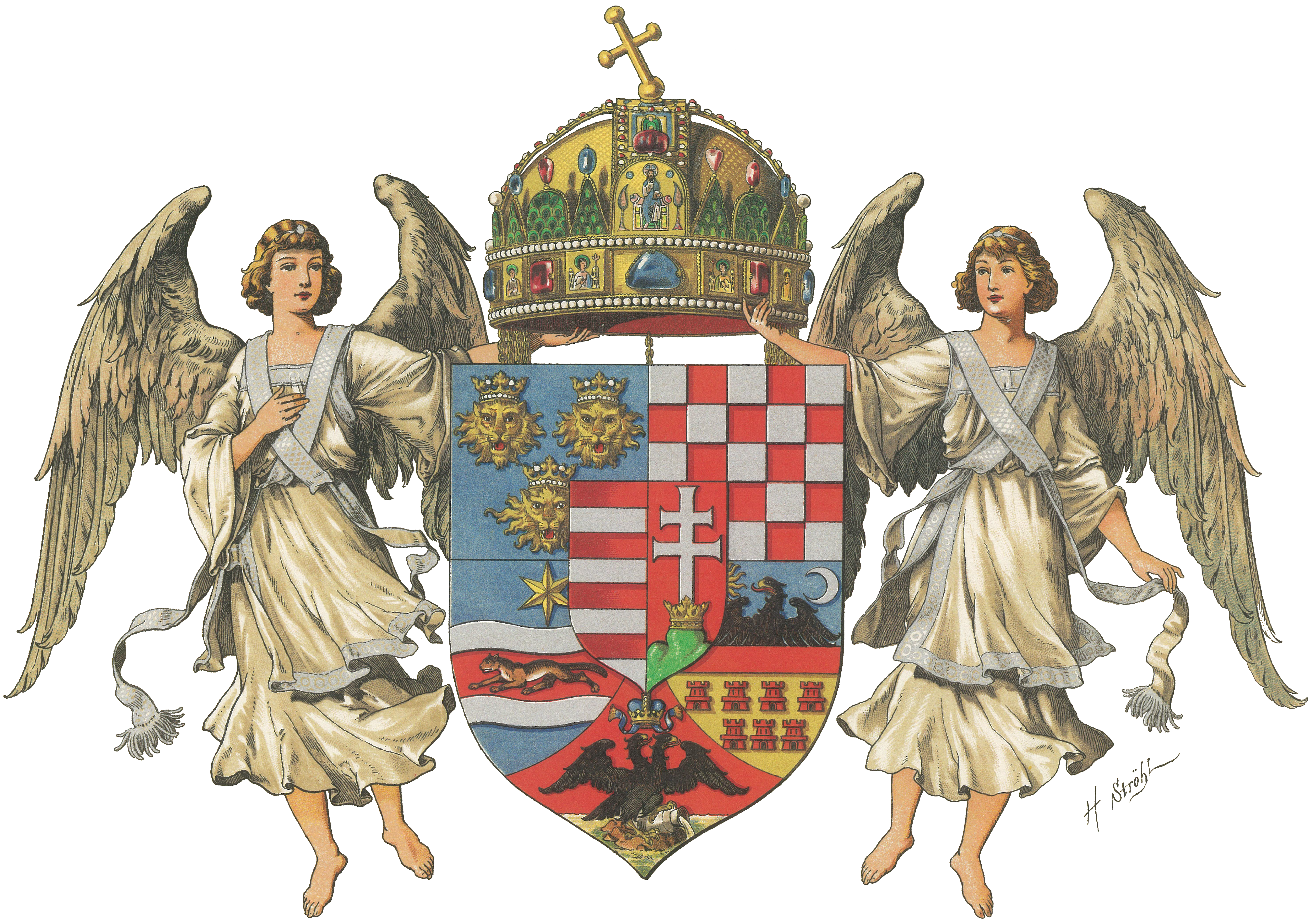
Stema mijlocie a Ungariei (până în 1915)
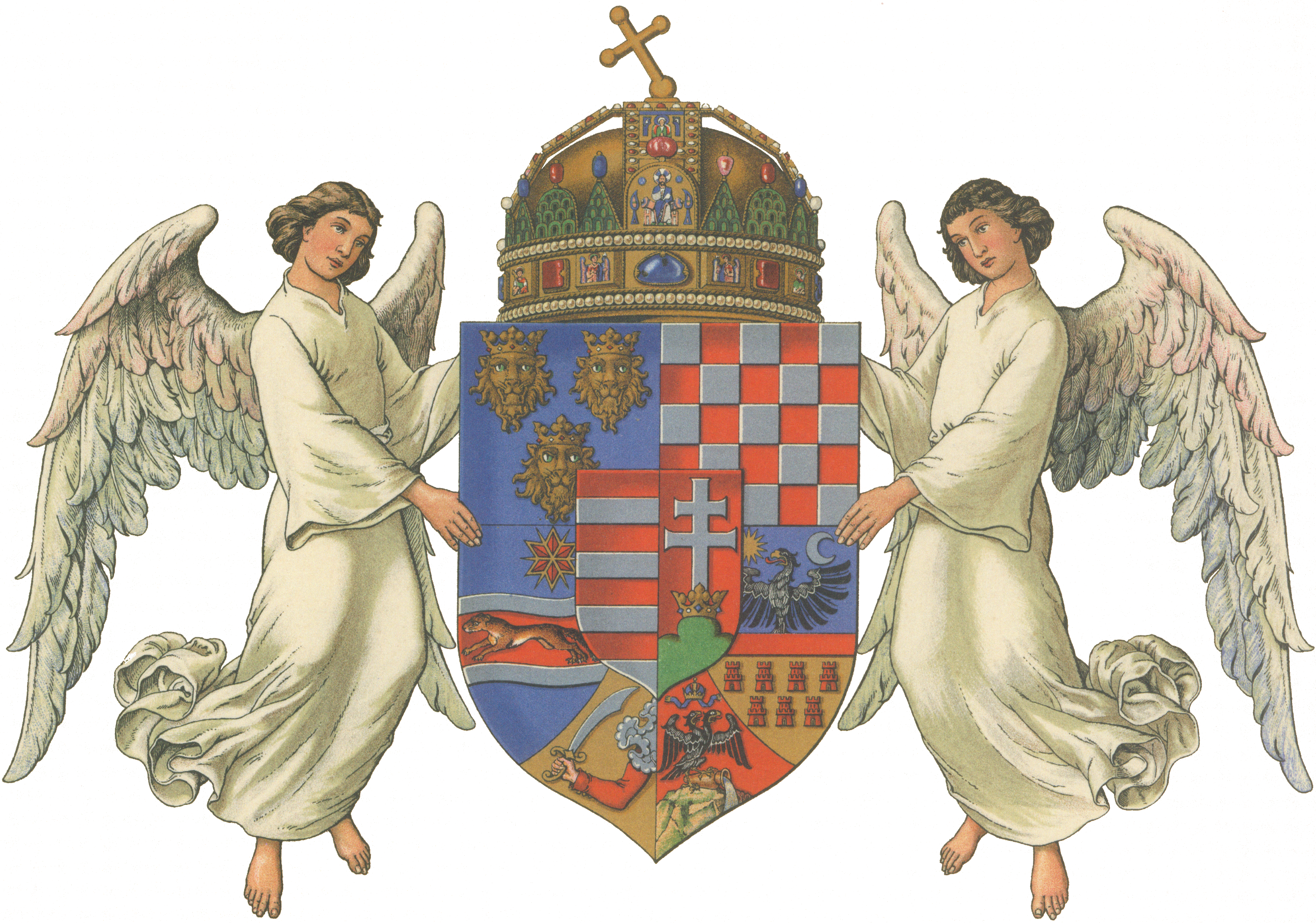
Stema mijlocie a Ungariei (1915–1918)

## Dezvoltare

### Compromisul austro-ungar 1848–1867

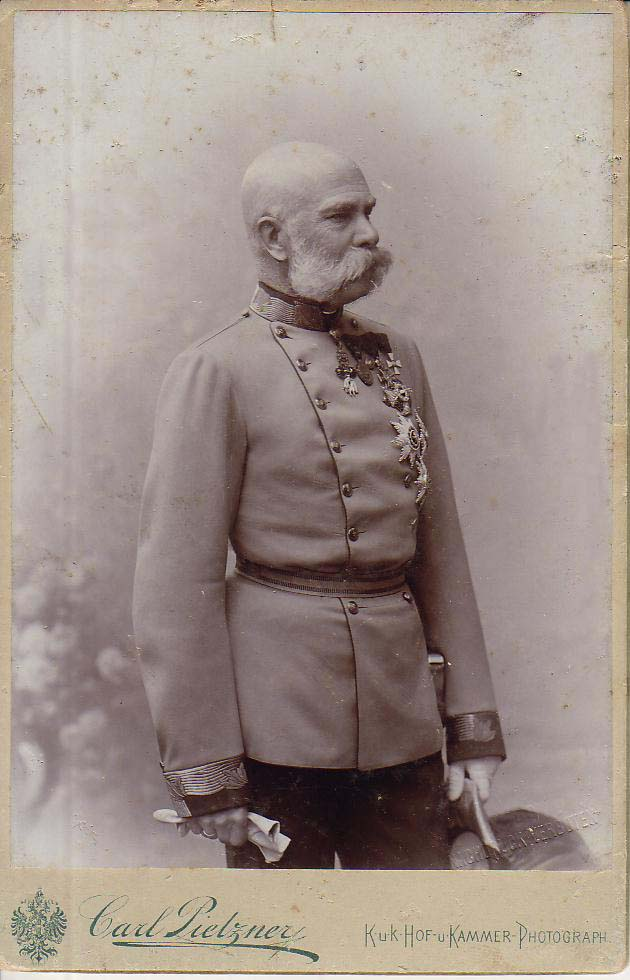
Împăratul Francisc Iosif I. (circa 1885)

Rădăcinile Austro-Ungariei se găsesc în disputa dintre Imperiul Austriac și Regatul Prusiei în privința rolului dominant în cadrul Confederației Germane, care a fost întemeiată în 8 iunie 1815, la Congresul de la Viena, cu Austria ca putere prezidială. Din punctul de vedere al Prusiei, Austria era principalul obstacol în calea realizării soluției mic-germane — o uniune a țărilor din Confederația Germană sub conducerea Prusiei, din care Austria urma să fie exclusă — soluție susținută de o organizație politică supraregională, numită Asociația Națională Germană.
Această dispută a fost decisă în favoarea Prusiei în 3 iulie 1866, la Bătălia de la Königgrätz, în cadrul Războiului germano-german. Pentru Imperiul Austriac, cea mai grea consecință a acestui război a fost izolarea provocată de secesiunea forțată a statelor germane. Acestei slăbiri a germanilor în Imperiul Austriac i-a corespuns o întărire a poziției celorlalte naționalități care erau demografic dominante, ceea ce a provocat temeri în privința demantelării statului multinațional, deja puternic zguduit în 1848.
Pentru a reduce acest pericol, casa imperială a trebuit înainte de toate să destindă relațiile cu elitele Ungariei. Revoluția Maghiară a putut fi înăbușită în 1849 doar cu ajutorul Imperiului Rus. Prin execuția fostului prim-ministru moderat Lajos Batthyány și a celor 13 martiri de la Arad, împăratul Francisc Iosif I, în vârstă de nici 20 de ani, deschisese în jurul anului 1850 o prăpastie, care a fost adâncită și mai mult de re-separarea Voivodinei, a Croației, a Slavoniei și a Transilvaniei (care, în 1848, fuseseră unite de revoluționarii maghiari cu Regatul Ungariei, ceea ce a însemnat implicit și sfârșitul autonomiei regionale) precum și de instaurarea în restul Ungariei a unei administrații militare sub comanda Arhiducelui Albert.
Cu eliberarea iobagilor în 1848, în cele din urmă Casa de Habsburg și i-a ridicat împotrivă pe nobilii maghiari, adevărații decidenți ai țări. Rezistența pasivă a acestora sub forma unui refuz al obedienței administrative și fiscale a antrenat o prezență militară permanentă. Ca elemente modernizante ale acestei faze, pe lângă eliberarea iobagilor pe tot cuprinsul Dublei Monarhii, sunt de remarcat modernizarea sistemului de învățământ, sfârșitul jurisdicției patrimoniale și introducerea codului penal austriac.

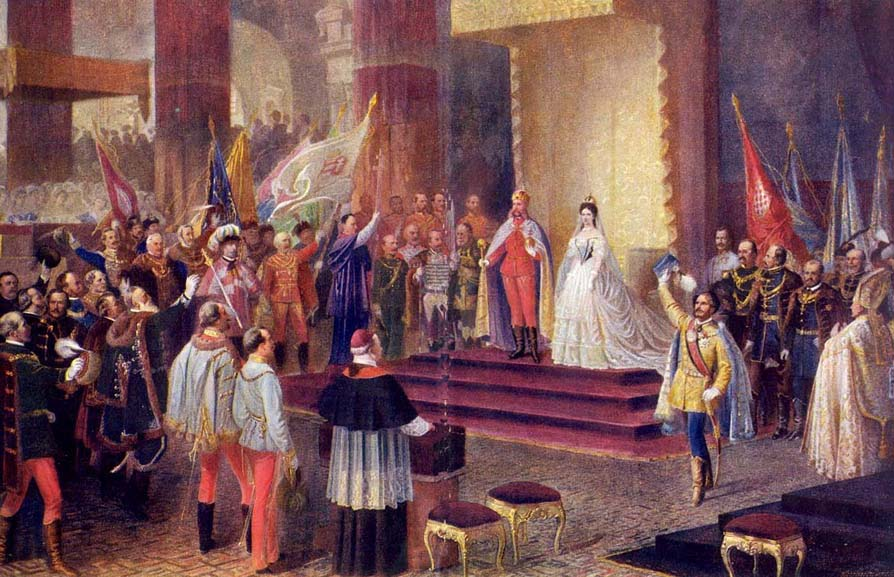
Încoronarea lui Francisc Iosif I și a consoartei sale Elisabeta ca pereche regală a Țărilor Coroanei Sfântului Ștefan, 1867

Confruntarea a fost în cele din urmă impulsionată și de avântul economic, însă o primă apropiere între cele două părți a fost realizată cu succes de către guvernul imperial în 1865, odată cu reinstaurarea Dietei de la Pesta și cu promisiunea restaurării lărgite a constituției maghiare de la 1848. Pași suplimentari erau urgent necesari.
Negocierile compromisului cu Ungaria au stat sub semnul opiniilor maghiare conflictuale. Lajos Kossuth, însuflețitul conducător al revoluției maghiare care trăia în exil, și credincioșii lui urmași din țară au votat pentru separarea de Austria, un compromis fiind (potrivit lui Kossuth) „moartea națiunii” și mijlocul de a impune țării „jugul intereselor străine.”
Cu toate acestea, în cele din urmă s-a impus opinia conducătorului liberalilor, Ferenc Deák. El a argumentat că o Ungarie liberă, cu puternicele ei minorități slave și germane, ar fi fost în pericol să rămână izolată și, în cele din urmă, să fie zdrobită între Imperiul German și Imperiul Rus. Din acest motiv, o alianță cu Austria slăbită de problema internă a naționalităților ar fi de preferat în condițiile în care ar fi făcută sub conducerea unui monarh care, prin jurământul de încoronare, s-ar pune în slujba națiunii maghiare. În plus, Deák i-a convins pe nobili cu observația că compromisul ar prezenta posibilitatea de a păstra integritatea teritorială și politică a marilor proprietăți și de a continua stăpânirea celorlalte națiuni din Ungaria.
Negocierile cu Regatul Ungariei asupra Compromisului au fost încheiate la începutul anului 1867. În 17 februarie 1867, Francisc Iosif I a numit noul guvern maghiar sub conducerea contelui Andrássy. Negocierile vieneze au fost încheiate o zi mai târziu. În 27 februarie 1867 a fost reinstaurată Dieta Ungariei. În 15 Martie, contele Andrássy și guvernul său din Buda au depus jurământul de credință împăratului Francisc Iosif I. Concomitent au intrat în vigoare dispozițiile Compromisului austro-ungar. Aceste evenimente au marcat de facto ziua de naștere a Dublei Monarhii, chiar dacă tratatul Compromisului încheiat în Ungaria în 12 iunie a fost sancționat de Consiliul Imperial austriac abia în 21 decembrie 1867 și a devenit valid începând cu 22 decembrie 1867 (sub numele popular de Constituția din decembrie). Francisc Iosif I a fost încoronat la Buda ca Rege al Ungariei în 8 iunie 1867.

### Dubla Monarhie 1867–1914

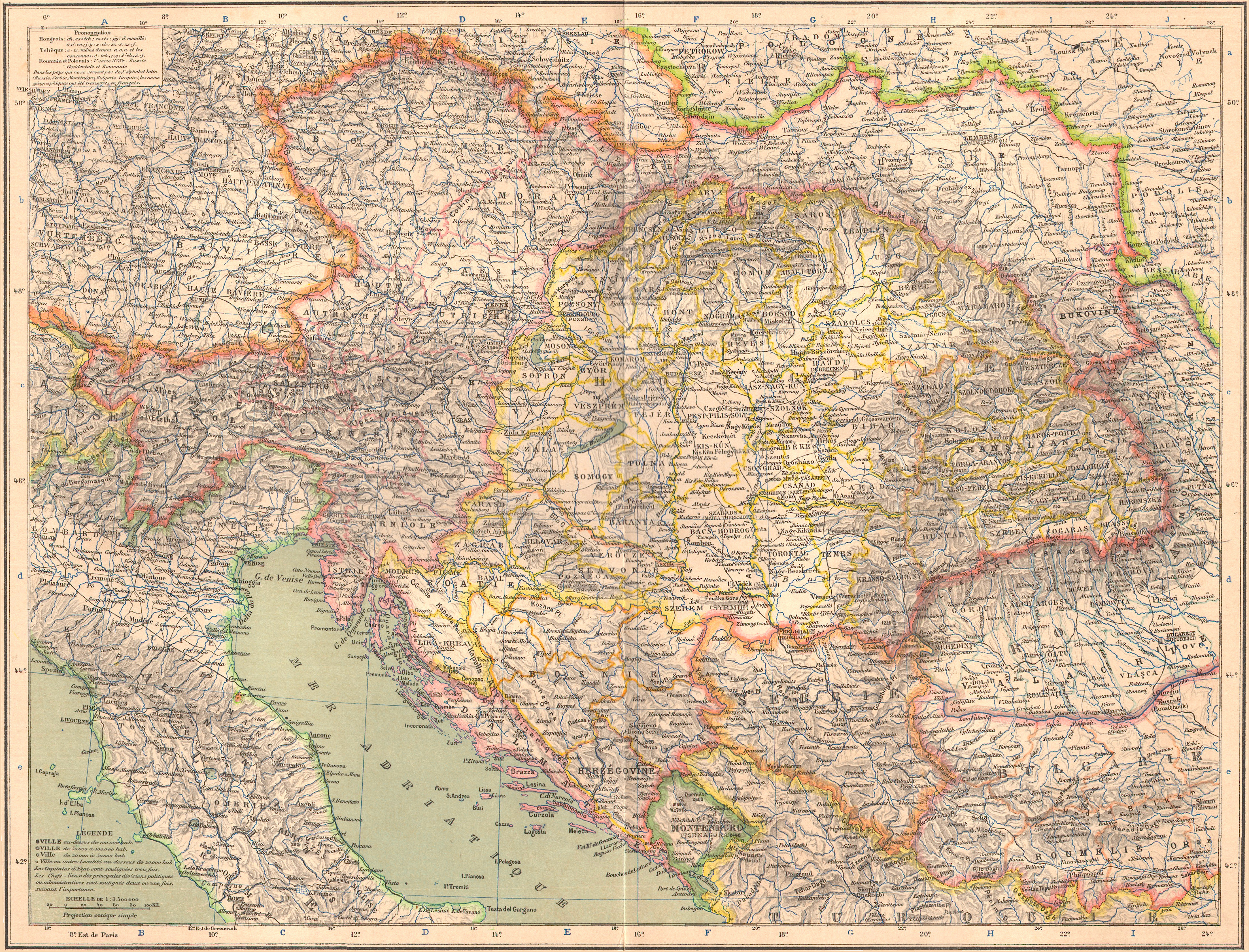
Austro-Ungaria în 1887 : Cisleithania în roz, Transleithania în galben, Bosnia (otomană, administrată de Austro-Ungaria) în portocaliu.

Francisc Iosif I era în mod oficial șeful de stat comun constituțional (uniune personală), sub a cărui conducere erau administrate în comun atât politica externă, Armata Comună și marina de război, cât și finanțele trebuitoare respectivelor trei ministere „imperiale”, mai târziu numite „imperiale și regale”, cu sediul în Viena (cele trei instituții comune care făceau din Austro-Ungaria o uniune reală):
- Ministrul de externe k.u.k.; Președinte al Consiliului ministerial comun
- Ministrul de război k.u.k.
- Ministrul de finanțe comun

(Legăturile de mai sus conțin liste ale persoanelor care au ocupat funcțiile respective până în 1918.)
În urma Compromisului, Austria și Ungaria își puteau administra toate celelalte probleme interne în mod separat (însă au optat voluntar pentru o monedă comună, o piață unică și un spațiu vamal comun). Încheierea Compromisului nu a însemnat nici într-un caz eliminare tuturor punctelor conflictuale între cele două părți ale uniunii. Astfel, Ungaria a pus condiția unei adaptări la fiecare zece ani.
Negocierile au fost duse de Ungaria, înainte de toate, cu scopul de a mai slăbi curelele și de a-și îmbunătăți poziția economică față de Cisleithania. Însă la un moment dat, după multe luni, ba chiar ani, negocierile încordate ale comisiilor respective au creat un climat de permanentă confruntare și au îngreunat relațiile dintre cele două jumătăți ale monarhiei într-atât încât s-a ajuns la plănuirea unei intervenții militare cisleithanice în Transleithania. Toate acestea au arătat că influența lui Francisc Iosif I ca rege maghiar asupra politicii interne maghiare din Transleithania era cu mult mai redusă decât aceea pe care o avea ca împărat austriac asupra guvernelor Cisleithaniei. Unul dintre ultimele lui mijloace de a pune presiune asupra Ungariei rămânea amenințarea introducerii alegerilor generale și libere.
Compromisul cu Ungaria, care i-a adus Ungariei o largă autonomie statală, a antrenat însă protestul altor naționalități, în special slave. Cereri concrete de realizare a unui compromis asemănător au fost făcute de către cehi pentru țările coroanei boeme (Boemia, Moravia, Silezia austriacă). Interesele neluate în seamă ale celorlalte naționalități și politica de maghiarizare au dus la tensiuni etnice și la apariția termenului „închisoarea popoarelor”. Pe de altă parte, Dubla Monarhie a prosperat ca spațiu economic comun, cu o monedă unică.
În Cisleithania, unde toate naționalitățile aveau cel puțin de jure drepturi egale, naționalitățile altele decât germane aveau condiții simțitor mai bune decât naționalitățile altele decât maghiare din Transleithania (unde maghiarii se puseseră pe maghiarizarea celeilalte jumătăți a populației). Aceste condiții mai bune au privit înainte de toate educația în limba maternă (deși școlile în care învățământul superior se făcea într-o altă limbă decât germana aveau adesea de luptat), utilizarea limbii materne în fața funcționarilor și a autorităților statului (răspunsurile în limba solicitantului au trebuit, totuși, să fie stipulate prin lege) și reprezentarea în Consiliul Imperial, în Parlamentul Austriei.
Însă această reprezentare a fost folosită în mod foarte diferit. Polonezii din Galiția au lucrat adesea constructiv cu Coroana – ispitiți fiind de taxe mai mici și de investiții – și au instalat uneori miniștri sau chiar prim-miniștri (Kasimir Felix Badeni, Agenor Romuald Gołuchowski, Agenor Maria Gołuchowski, Alfred Józef Potocki sau Leon Biliński). Mulți politicieni cehi au contestat din principiu jurisdicția Consiliului Imperial asupra țărilor Coroanei boeme, astfel încât, în aceste regiuni, alegerea directă a membrilor parlamentului a trebuit să fie stipulată mai devreme decât în alte țări ale Coroanei. Folosind tactici obstrucționiste, aleșii cehi ai Consiliului Imperial au făcut mereu consultările camerei imposibil de ținut, înecându-le în zgomot, motiv pentru care guvernul imperial a propus prorogarea Consiliului și a guvernat mai departe prin decrete provizorii.
În Ungaria, celelalte naționalități, care constituiau jumătate din populație, erau discriminate prin legile educației și prin dreptul la vot. Spre deosebire de jumătatea austriacă a monarhie, unde dreptul de vot universal a fost introdus cu succes la alegerile din 1907, în Transleithania nu a existat sufragiu universal până la sfârșitul Dublei Monarhii. Privilegiile determinate de starea socială și de puterea economică erau considerabil mai autoritare în jumătatea maghiară a monarhiei decât în Cisleithania. Pătura conducătoare a Ungariei acționa în limita posibilităților sale politice cu scopul de a face ca Ungaria să fie, în măsura posibilului, complet independentă de Austria.
Cum Congresul de la Berlin din 1878 a permis Austro-Ungariei ocuparea militară și administrativă a Bosniei și a Herțegovinei, ambele rămânând însă formal părți componente ale Imperiului Otoman, atât Cisleithania cât și Transleithania au vrut să înglobeze noua regiune administrativă în propriul ei stat. Soluția solomonică a fost ca Bosnia și Herțegovina să nu fie anexată nici Cisleithaniei, nici Transleithaniei, ci să fie administrată de către Ministerul Imperial și Regal de Finanțe. 

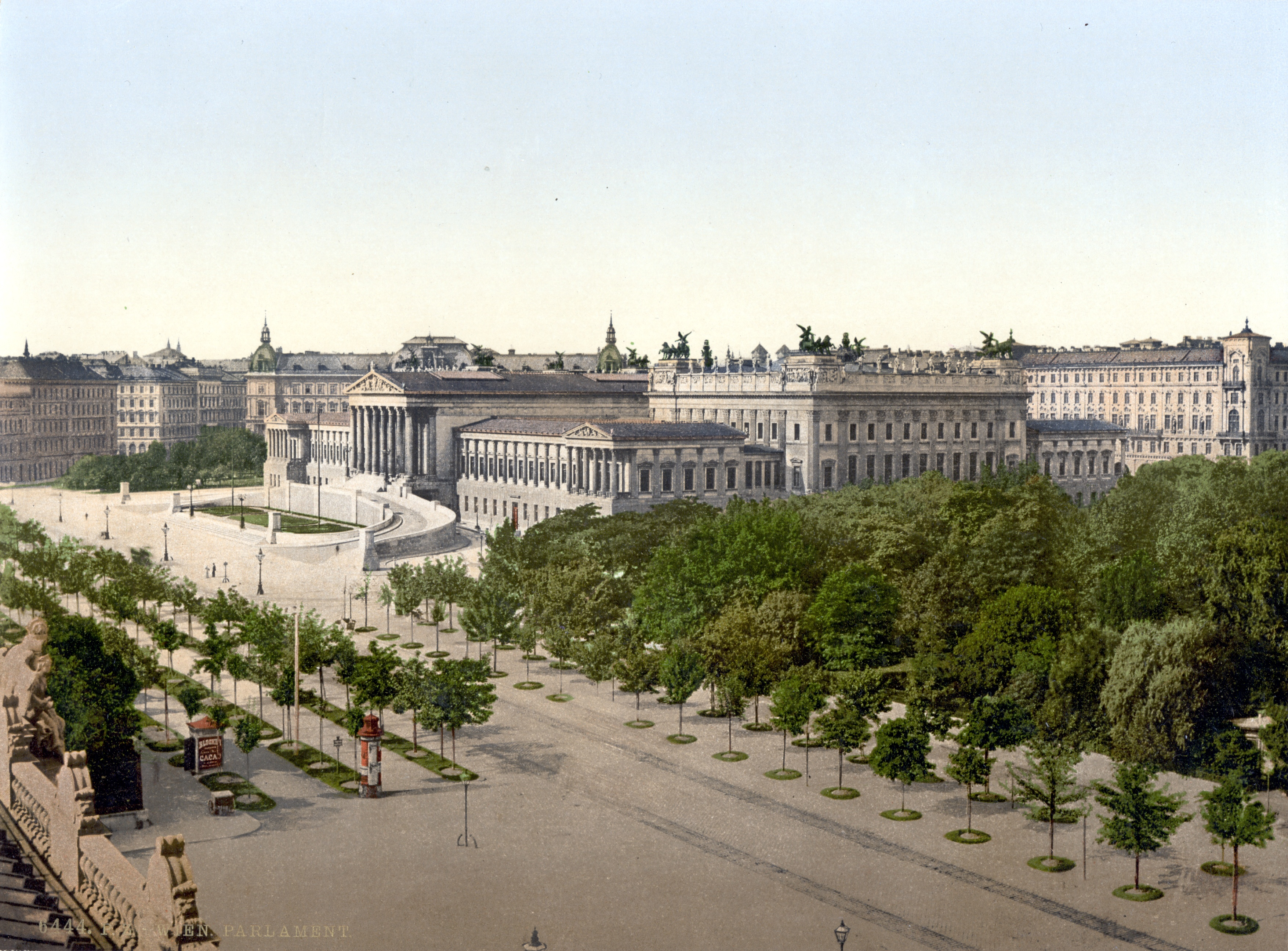
Clădirea consiliului imperial pe Ringstraße, circa 1900

După Ausgleich, împăratul și regele Francisc Iosif I a fost profund preocupat să-și administreze echidistant cele două jumătăți ale monarhiei. Această preocupare a mers atât de departe încât a privit până și alegerea numelor pentru noile nave ale Marinei k. u. k.: Francisc Iosif I a refuzat propunerile de nume care ar fi discriminat maghiarii. Cu toate acestea, desemnat urmaș la tron după sinuciderea prințului moștenitor Rudolf din 1889 și după moartea tatălui său din 1896, arhiducele Francisc Ferdinand nu și-a ascuns aversiunea față de clasa conducătoare a Ungariei și de politicile ei de maghiarizare și de șantajare a coroanei și a plănuit în cancelaria sa militară din Castelul Belvedere (din 17 august 1913, Francisc Ferdinand era inspector general al forțelor armate comune, calitate în care, independent de Ministerul Imperial și Regal de Război, putea inspecta toate tipurile de unități militare, indiferent că acestea se găseau sub oblăduirea Dublei Monarhii, precum Armata Comună și Marina k.u.k., sau aparțineau de cele două state membre, precum k.k. Landwehr și Honvéd) o reorganizare a Dublei Monarhii care ar fi trebuit să aibă loc cu sprijinul armatei, după moartea lui Francisc Iosif I. Planul său de a face din Dubla Monarhie o „Triplă Monarhie” (Trialism) prin implicarea cu drepturi egale a slavilor de sud ca cel de-al treilea element statal ar fi putut fi realizat doar în urma unui război civil cu Ungaria. În plus, cehii, care ar fi fost la fel de dezavantajați ca mai înainte, nu ar fi rămas privind neimplicați de pe margine. Pe lângă acest plan, la inițiativa lui Francisc Ferdinand, au fost schițate modele pentru o reorganizare a monarhiei într-un stat etno-federativ (după Statele Unite ale Austriei Mari a lui Aurel Popovici), care însă nu a ajuns să se realizeze. La Jocurile Olimpice din perioada 1900–1912, pe lângă echipele din Austria și din Ungaria, a mai participat și o echipă proprie Boemiei. În 1905, în urma Alegerilor parlamentare din Ungaria, s-a ajuns la Criza maghiară în care Partidul Independenței, căruia i s-a interzis guvernarea deși avea majoritate parlamentară, susținea separarea Armatei Comune austro-ungare, ceea ce ar fi însemnat sfârșitul de facto al Dublei Monarhii. Împăratul și regele Francisc Iosif I a declanșat noi alegeri în 1906, care au dus la sfârșitul crizei.
În 1908 a izbucnit revoluția junilor turci din Imperiul Otoman. Austro-Ungariei i s-a amintit cu această ocazie că Bosnia și Herțegovina, deși de treizeci de ani ocupată și administrată de Dubla Monarhie, rămăsese totuși în mod oficial o parte a Imperiului Otoman. Francisc Iosif I a găsit că era o bună ocazie de a fi „întregitor al imperiului” și a consimțit la planul de anexare al Ministerului Imperial și Regal de Finanțe, după care, în 5 octombrie 1908, ministrul de externe Contele Aehrenthal a consemnat încorporarea oficială a acelei regiuni. Actul legal unilateral, nesusținut de nici o conferință internațională, care confirma extinderea autorității suverane a Dublei Monarhii asupra Bosniei și a Herțegovinei a fost cauza apariției crizei bosniace în Europa. În acel moment a devenit clar cât de puțini aliați ar fi avut Austro-Ungaria în caz de război.
În 1908, Francisc Iosif I și-a celebrat jubileul de 60 de ani ca Împărat al Austriei. Împăratul Wilhelm al II-lea și aproape toți conducătorii statelor constituente ale Imperiului German l-au felicitat cu această ocazie în mod personal în Viena. Ungaria nu s-a văzut „obligată să participe” deoarece, până la încoronarea sa ca Rege al Ungariei în 1867, Francisc Iosif I era luat drept un suveran străin. În Praga și în Ljubljana s-a ajuns în 1908 la revolte împotriva germanilor ca popor dominant în jumătatea austriacă a Dublei Monarhii.

### Calea spre război – Criza din iulie 1914

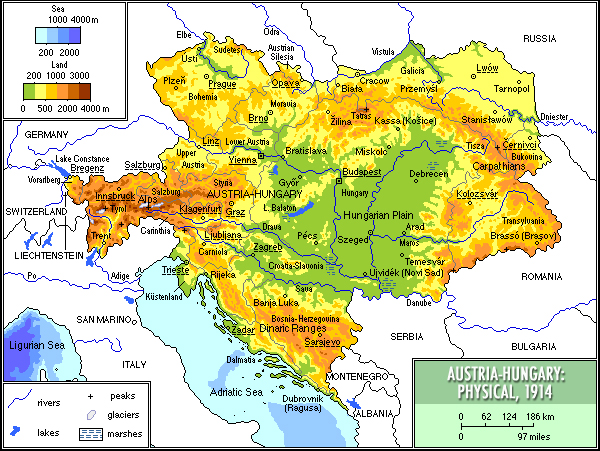
Austro-Ungaria în anul 1914

În 28 iunie 1914, Francisc Ferdinand și soția sa Sofia, Ducesă de Hohenberg, au vizitat Sarajevo, capitala Bosniei anexate în 1908. În aceeași zi, Regatul Serbiei celebra pentru prima dată Vidovdanul ca sărbătoare națională oficială, fiind ziua bătăliei de la Kosovo Polje din 1389 în care sârbii fuseseră nimiciți sub loviturile turcilor. Naționaliștii, care susțineau o Serbie unită (cuprinzând inclusiv regiunile din Dubla Monarhie în care locuiau sârbi), au resimțit vizita perechii arhiducale drept o provocare. În timpul periplului prin Sarajevo, perechea a fost împușcată de către atentatorul sârb Gavrilo Princip, ceea ce a dus la o grea criză de stat, așa-numita criză din iulie.
După Atentatul de la Sarajevo, împăratul Francisc Iosif I a obținut o declarație de fidelitate din partea împăratului Wilhelm al II-lea, care l-a asigurat că, „în armonie cu obligațiile alianței sale și a vechii sale prietenii, va rămâne loial de partea Austro-Ungariei”. Potrivit observatorilor politici, această declarație, care nu presupunea ca deciziile cu largi și multiple reverberații ale Austro-Ungariei să fi fost dezbătute în prealabil cu Imperiul German, era un „cec în alb”. În ce măsură, la acel moment, războiul european se găsea deja în calculul conducerii germane, este până în prezent o problemă disputată în cercetarea istorică (→ Controversa Fischer).
În 23 iulie, Austro-Ungaria a impus un ultimatum Serbiei deoarece se presupunea că Serbia a jucat un rol hotărâtor în atentat. Răspunsul Belgradului a fost moale și cooperativ. Însă cu toate acestea, Sârbii nu au acceptat integral condițiile Dublei Monarhii. Politicienii și militarii de vârf austro-ungari au profitat prin urmare bucuroși de ocazie pentru a respinge răspunsul sârbilor ca incomplet. Apreciind total greșit locul Dublei Monarhii în lume și slăbiciunile ei, aceștia l-au motivat pe împăratul și regele în vârstă de 84 de ani, care de 48 de ani nu mai purtase nici un război, să facă o declarație de război statului vecin din sud-est, ceea ce s-a și întâmplat în 28 iulie.
Această decizie a determinat Rusia să anunțe mobilizarea generală, deoarece, în virtutea panslavismului, imperiul țarist se vedea ocrotitorul popoarelor slave și privea Balcanii drept propriul spațiu de influență. Imperiul Rus a declarat război Austro-Ungariei. Ca urmare, pentru Imperiul German s-au activat prevederile tratatului de alianță. Acesta a intrat în război de partea Austro-Ungariei. Cum Rusia era aliată cu A Treia Republică Franceză și cu Regatul Unit al Marii Britanii și al Irlandei (Antanta), ambele aceste state i-au venit Rusiei țariste în ajutor, ceea ce făcea ca „Marele Război” – numit mai târziu Primul Război Mondial – să nu mai poată fi oprit.

### Austro-Ungaria în Primul Război Mondial
Austro-Ungaria era, în special din punct de vedere economic, chiar mai puțin pregătită decât Germania pentru un război de lungă durată. Mulți istorici consideră Dubla Monarhie ca fiind marea putere europeană cel mai puțin pregătită pentru război. Structura sa politică și economică slabă o făceau în particular vulnerabilă pentru războiul total modern. Austro-Ungaria avea mai puține resurse la dispoziție pentru război decât oricare altă mare putere. Însă conducătorii politici ai crizei din iulie se așteptau doar la un conflict de scurtă durată, care ar fi trebuit să rezolve problemele politice, fără să ajungă să avarieze slaba structură politică și economică a monarhiei.
Precum politica germană, și politica austro-ungară era încă prea mult prizoniera concepțiilor învechite de război de cabinet a ultimelor secole. Această politică de cabinet foarte anacronică, care pur și simplu muta din loc popoare și granițe, era însă adesea amestecată cu politică modernă, care aparent acorda atenție dorințelor poporului, dar care în realitate nu era decât o mască, o formă goală de conținut.
Istoricul Gary W. Shanafelt admite că, pe lângă toate deficiențele diplomației vieneze, în situația Primului Război Mondial, în contextul pasiunilor acestui război și al ireconciliabilelor probleme ale naționalităților Austro-Ungariei, nici măcar abilitățile unui Metternich nu ar fi ajuns, fie printr-o întoarcere a armelor pe front, fie printr-o retragere din război și prin adoptarea unei poziții neutre, pentru a prezerva monarhia intactă ca mare putere în perioada postbelică.
La început, Italia a rămas neutră. În ciuda alianței cu Austro-Ungaria și cu Imperiul German, Italia nu se simțea datoare să intre în război deoarece Tripla Alianță avusese un scop defensiv, iar Italia considera Puterile Centrale (termen prin care se înțelegea locul țărilor în Europa Centrală) responsabile pentru izbucnirea războiului.
Italia a cerut Austro-Ungariei să-i cedeze regiunile de limbă italiană ale Dublei Monarhii (Trentino, Triest, Istria și părți ale Dalmației). Austro-Ungaria voia să renunțe cel mult la Trentino (Welschtirol). Germania a recunoscut pericolul că Antanta ar putea atrage Italia în tabăra ei și a îndemnat insistent Austro-Ungaria să accepte cererile Italiei. Prin Tratatul de la Londra, Antanta i-a promis Italiei mult mai mult. Ca urmare, în 1915, fostul aliat al Austro-Ungariei a trecut de cealaltă parte, în speranța că astfel va încheia Risorgimento-ul și că va putea stăpâni ambele maluri ale Adriaticii („mare nostro”).
În ciuda fragilității statului multinațional, Armata Austro-Ungară a luptat până la sfârșitul războiului. La începutul conflagrației, spre sfârșitul verii lui 1914, Armata Comună a suferit înfrângeri grele în fața atacurilor Armatei Imperiale Ruse pe frontul din Galiția. Pierderi de neînlocuit a suferit în aceste lupte intense în special corpul ofițerilor imperiali și regali. Pentru o vreme a existat chiar teama că rușii ar putea ajunge până la Viena. Amenințarea rusă asupra Ungariei și a altor regiuni vitale ale Dublei Monarhii a putut fi răsturnată pentru prima data în primăvara lui 1915. Aliatul german a intrat în ofensivă pe frontul de est cu forțe puternice și i-a silit în cele din urmă pe ruși să se retragă din Galiția și să predea Polonia Congresului. Cu toate acestea, situația s-a acutizat din nou în vara lui 1916, când Armata Comună a înfruntat forțele țariste reîntărite în cadrul Ofensivei Brusilov. Încă o dată Imperiul German și-a sprijinit aliatul aflat la mare nevoie, astfel încât o spargere a frontului austro-ungar de căre ruși a putut fi împiedicată. În 1916/1917, Vechiul Regat al României, un adversar nou intrat în război, a fost combătut tot cu un ajutor german decisiv. Astfel, marele pericol apărut la sfârșitul verii lui 1916 pe flancul sud-estic al Monarhiei Dunărene a putut fi înlăturat.
Serbia, considerată de „partida războinică” de la Viena drept o pradă ușoară, a reușit să opună în 1914 o rezistență amară împotriva a trei ofensive ale Monarhiei Dunărene. Foarte slăbită, a putut fi învinsă pentru prima dată în toamna lui 1915 cu ajutor german și bulgar, ceea ce a dus la o ocupație prin care a fost deschisă legătura terestră cu aliatul otoman. În ianuarie 1916 a fost cucerit și ocupat și Regatul Muntenegrului. În cele douăsprezece lupte de la Isonzo, Italia nu a reușit să pătrundă în presupusul „pântece slab” al Dublei Monarhii; în schimb, după cea de-a douăsprezecea bătălie, trupele austro-ungare sprijinite de cea de-a 14-a armată germană au înaintat până la Piave. Și în Războiul din munți, în Dolomiți, în Tirolul de Sud, Italia a rămas fără succes. Marea Adriatică a fost stăpânită mai degrabă de marina militară k. u. k. decât de Italia.
Soldații aliați făcuți prizonieri au fost închiși, printre altele, în marile lagăre Sigmundsherberg și Feldbach, aflate în Austria de astăzi. Mari lagăre de internare se găseau la Drosendorf, Karlstein an der Thaya și Grossau. Nu erau internați doar prizonierii de război, ci și cetățenii austro-ungari care „nu inspirau încredere”. De exemplu, rutenii rusofili din Galiția, din Bucovina și din Transcarpatia au fost deportați în lagărele Thalerhof și Theresienstadt, unde mulți dintre ei au murit.
Speranța cultivată în 1917 că un armistițiu cu Rusia, încheiat în același an în urma Revoluției din Octombrie, ar duce la o înclinare a balanței înspre o victorie a Puterilor Centrale nu s-a împlinit din cauza sosirii între timp a Forțelor armate ale Statelor Unite ale Americii.
Superioritatea Imperiului German, care putea participa la efortul de război cu substanțial mai mulți oameni, mai multe materii prime și mai multe arme, a dus în cursul războiului la o alunecare tot mai adâncă a Dublei Monarhii sub influența Statului Major General al armatei germane. Vreme îndelungată, chiar după intrarea în război a Statelor Unite ale Americii de partea Antantei, acesta nu voia să admită că războiul nu mai putea fi cîștigat. Eforturile cu jumătate de inimă ale împăratului și regelui Carol I/IV pentru stabilirea păcii au fost făcute din această cauză în secret și au rămas futile. În provincie au existat în 1918 mari crize de provizii și greve, în Golful Kotor din Dalmația matrozii s-au revoltat.

### Sfârșitul Dublei Monarhii

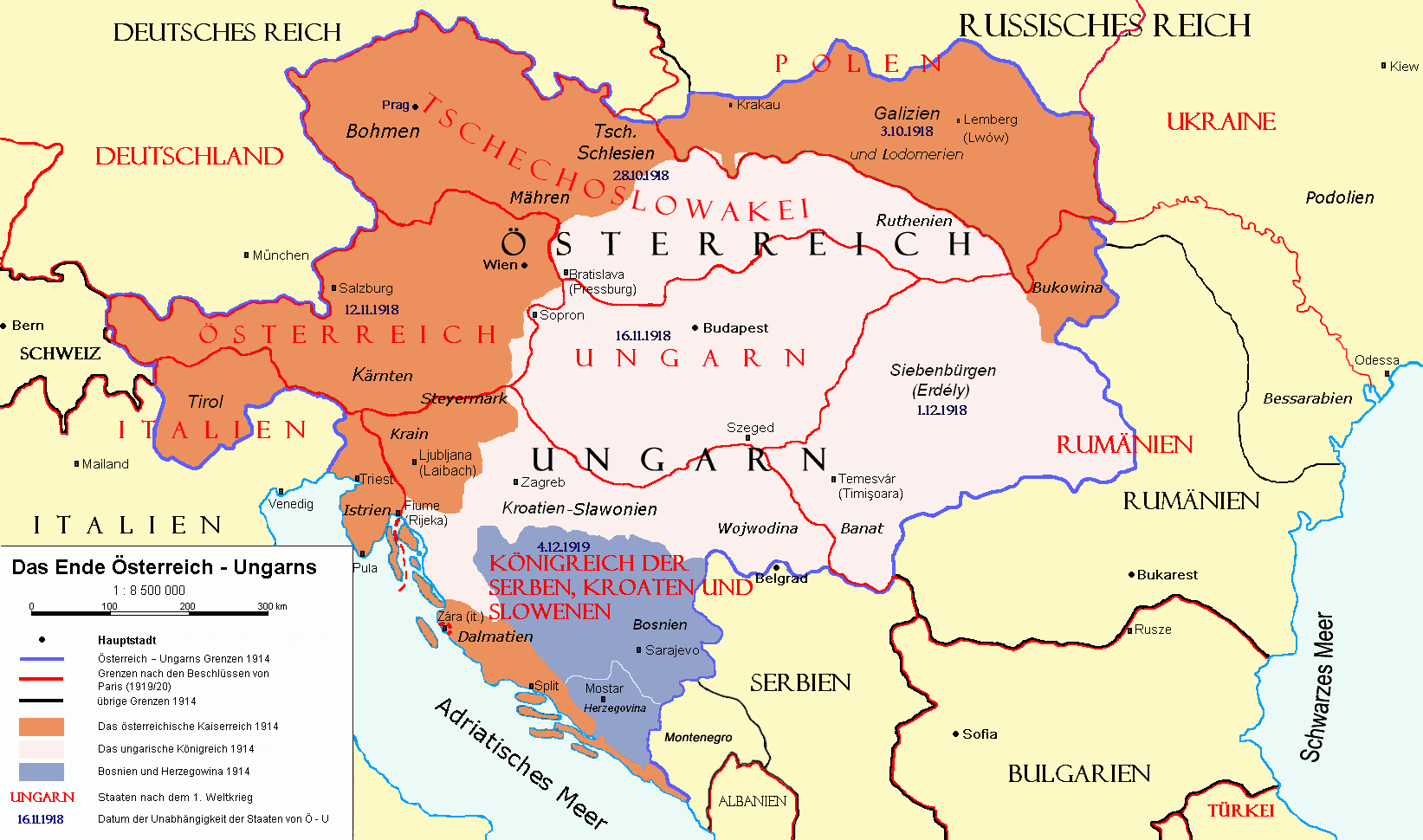
Împărțirea Monarhiei Austro-Ungare conform cu acordurile de la Paris după Primul Război Mondial

Când Consiliul Imperial, parlamentul jumătății austriece a Dublei Monarhii, a fost rechemat pentru data de 30 mai 1917 după mai bine de trei ani de guvernare în absența legislativului, reprezentanții aleși ai țărilor Coroanei și-au declarat încrederea în statul național:
Polonezii din Galiția voiau să se lege de un stat polonez nou înființat, rutenii Galiției nu voiau nici într-un caz să ajungă sub stăpânire poloneză. Cehii se străduiau pentru un stat cehoslovac, slovenii și croații voiau să construiască alături de sârbi un stat al slavilor de sud.
Germanii din Boemia și Moravia nu voiau să recunoască statul pe care deja juraseră cehii, deoarece se temeau că, în țările Coroanei boeme, vor ajunge ca minoritate sub stăpânire cehă.
În Transleithania, naționalitățile nemaghiare nu s-au putut coaliza, deși erau (sub)reprezentate în Dieta Ungariei. Însă slovacii, românii și croații nu doreau să trăiască mai departe sub autoritate maghiară.
O ieșire din această situație confuză din punct de vedere politic și juridic putea fi găsită la fel de puțin în timpul războiului ca înainte de 1914. La 16 octombrie 1918, la sugestia guvernului cezaro-crăiesc condus de Hussarek-Heinlein, împăratul Carol I a publicat un manifest intitulat Manifestul popoarelor, adresat popoarelor Cisleithaniei. Acest manifest trebuia să impulsioneze transformarea jumătății austriece a Dublei Monarhii într-o confederație a popoarelor libere sub umbrela protectoare a împăratului. Naționalitățile Cisleithaniei au fost astfel invitate să-și constituie propriile consilii și adunări naționale reprezentative (diete).
Guvernul maghiar Wekerle, care aprecia greșit situația, a refuzat hotărît manifestul; cu toate acestea, în 18 octombrie, cu acordul regelui Carol al IV-lea, a anunțat în Dieta Ungariei o propunere de lege pentru intrarea într-o uniune personală cu țările austriece. Uniunea reală care exista de la compromisul din 1867 urma să fie astfel terminată; maghiarii voiau să desfacă toate legăturile politice cu țările austriece. Problema naționalităților Cisleithaniei nu putea fi însă separată de aceea a Transleithaniei: croații din Dalmația austriacă voiau să fondeze statul slavilor de sud împreună cu croații ungurești, cehii austrieci voiau să creeze Cehoslovacia cu slovacii ungurești.
Încercarea prin Manifestul Popoarelor de a face posibilă o nouă ordine a Dublei Monarhii Imperiale și Regale sub conducerea măcar nominală a Casei de Habsburg-Lorena era astfel sortită eșcului. Dorințele naționale erau cu mult mai puternice decât resturile loialității dinastice.
În 21 octombrie 1918, cu referire la manifestul împăratului, reprezentanții germani ai Consiliului Imperial au constituit Adunarea Națională Provizorie pentru Austria Germană. În 30 octombrie, Adunarea Națională condusă de Karl Seitz i-a dat comitetului său juridic, format din 20 de membri, numele de Staatsrat (nou organ executiv și judiciar al Adunării Naționale, avându-l în frunte pe același Karl Seitz și alegându-l drept cancelar pe Karl Renner), care i-a numit pe cei 14 șefi de resort extensiv ai Cabinetului Renner I care conduceau oficiile de stat (în germană Staatsämter) numite mai târziu ministere.
În 28 octombrie 1918, cehii au preluat fără vărsare de sânge puterea în Praga de la autoritățile cezaro-crăiești și au proclamat Republica Cehoslovacă; membri ai Consiliului Național Cehoslovac au preluat conducerea reprezentanței guvernului de la Viena, a comisiei pentru administrarea țării (Landesverwaltungskommission), a poliției și a instituției pentru aprovizionarea cu cereale în vreme de război. Galiția s-a alipit nou înființatei Polonii. Începând cu 29 octombrie, slovenii și croații au fost cofondatori ai noului stat al slavilor de sud. Guvernul maghiar a reziliat în 31 octombrie 1918 uniunea reală cu Austria, act prin care Austro-Ungaria a încetat să mai existe.
Ministrul de externe comun Gyula Andrássy cel Tânăr s-a retras în 2 noiembrie, iar ministrul pentru finanțe comune Alexander Spitzmüller în 4 noiembrie 1918. Ministrul imperial și regal de război Rudolf Stöger-Steiner von Steinstätten a fost implicat în continuare după 11 noiembrie 1918, sub supravegherea Staatsrat-ului Austriei Germane, în lichidarea Ministerului Imperial și Regal de Război.
În 10 noiembrie 1918, cu o zi înainte de sfrâșitul războiului în Europa de Vest, Regatul României și-a declarat reintrarea în război. Înaltul comandament al trupelor orientale ale Antantei, sub conducerea generalului francez Louis Franchet d'Espèrey, a stabilit o linie de demarcație temporară în ceea ce încă mai erau teritoriile de est ale Ungariei: România trebuia astfel să ocupe Transilvania până la Râul Mureș, Serbia urma să ocupe Banatul, în vreme ce partea de nord a Transilvaniei, Crișana și Maramureșul ar fi trebuit să rămână mai departe Ungariei, până la luarea unei decizii în cadrul acordurilor de pace. În 11 noiembrie 1918, trupele române au intrat în Bucovina. În 12 noiembrie au pătruns în Transilvania.
În 11 noiembrie 1918, Carol I (care deja cu o săptămână înainte fusese numit de unele publicații „fostul împărat”) a fost convins de politicienii de vârf, cu simpatii republicane, ai Austriei Germane și de ultimul lui guvern cezaro-crăiesc să renunțe la „fiece participare la afacerile statului”; abdicarea formală a respins-o. În aceeași zi, împăratul a eliberat din serviciu guvernul cezaro-crăiesc devenit superfluu al Ministerpräsident-ului Heinrich Lammasch (al cărui cabinet fusese numit încă din 26 octombrie „cabinetul lichidării”). În 12 noiembrie 1918 a avut loc în Viena ultima ședință a Consiliului Imperial și în aceeași zi Adunarea Națională Provizorie a proclamat Republica Austria Germană. În 13 noiembrie, ultimul monarh Habsburg al Ungariei, regele Carol al IV-lea, s-a retras în aceeași măsură. Trei zile mai târziu, Ungaria devenea în mod efemer republică și a rămas mai târziu un regat fără rege. În două tratate – Tratatul de la Saint-Germain-en-Laye din 1919 cu Austria și Tratatul de la Trianon din 1920 cu Ungaria – au fost oficial stabilite cedările teritoriale și granițele statelor succesoare monarhiei.
Tratatele au confirmat recunoașterea juridică a noilor state Ungaria, Polonia, Cehoslovacia, Regatul sârbilor, croaților și slovenilor (din 1929 Regatul Iugoslaviei) precum și cedările teritoriale făcute Italiei și României. Austriei Germane i s-a interzis integrarea în noua republică germană. În mod deliberat, Tratatul de la Saint-Germain-en-Laye nu a utilizat termenul „German” în numele statului: tratatul a fost încheiat așadar cu „Republica Austriacă”, iar numele de „Austria Germană” purtat pînă în acel moment nu a mai apărut niciodată. Ungaria a fost nevoită să renunțe în favoarea Cehoslovaciei, a României, a Regatului sârbilor, croaților și slovenilor precum și a Austriei la două treimi din teritoriul anterior al statului și a trebuit să-i detroneze pe Habsburgi.
În literatura de specialitate există adesea contradicții în menționarea statelor care, din punct de vedere juridic, sunt considerate succesoare Austro-Ungariei. Astfel, potrivit Dicționarului de drept internațional (în germană Wörterbuch des Völkerrechts), doar Austria Germană, Ungaria, Cehoslovacia și Statul slovenilor, croaților și sârbilor sunt state succesoare dispărutei Austro-Ungarii, în vreme ce România, Polonia și Italia, care în alte surse apar de asemenea drept state succesoare, nu au fost puse la socoteală deoarece statalitatea lor avea o existență anterioară sau, în cazul Poloniei, noul stat nu s-a format în întregime pe teritoriul fostei Duble Monarhii.
Mulții iredentiști, care în cele din urmă au dus la destrămarea Dublei Monarhii, au fost, potrivit lui Mark Cornwall, finalmente încununați de succes deoarece i-au înlăturat pe Habsburgi pentru „a-și menține propria casă în bună ordine”.

#### Octombrie/noiembrie 1918: cronologia prăbușirii
- 29 septembrie: atacuri masive ale Antantei pe frontul de vest; drept urmare, Erich Ludendorff, reprezentantul comandamentului armatei germane, a cerut guvernului începerea imediată a negocierilor pentru încetarea operațiunilor militare. Bulgaria, aliată a Puterilor Centrale, a încheiat armistițiul. Pe frontul italian, trupele k. u. k. suferă de foame, de lipsa proviziilor militare, de extenuare și din cauza dezertărilor. Forțele centrifuge ale Austro-Ungariei își văd întărite șansele de succes.

- 6 octombrie: Constituirea Consiliului Național al Slovenilor, Croaților și Sârbilor. Guvernul regal maghiar din Budapesta își pierde autoritatea în Zagreb.

- 16 octombrie: Împăratul Carol I semnează „Völkermanifest”-ul (Manifestul poporului) conceput de guvernul cezaro-crăiesc condus de Hussarek-Heinlein prin care se urmărea transformarea Imperiului Austriac într-o federație de state naționale autonome. Însă scopul politicienilor cezaro-crăiești din rândurile celorlalte naționalități nu era autonomia, ci suveranitatea.

- 21 octombrie: Membrii germani ai Camerei Reprezentanților Austriei, aleși în 1911, fondează la Viena Adunarea Națională Provizorie pentru Austria Germană

- 24 octombrie: Guvernul cezaro-crăiesc din Viena și-a pierdut autoritatea: o parte din deciziile sale nu mai sunt respectate. Dieta Ungariei din Budapesta a anunțat, cu acordul regelui Carol al IV-lea, propunerea guvernului regal maghiar condus de Sándor Wekerle de a pune capăt compromisului austro-ungar din 1867 pe data de 31 octombrie 1918. Ultima întrunire a Consiliului Ministerial pentru afaceri comune.

- 26 octombrie: Împăratul Carol I renunță la alianța cu Imperiul German.

- 27 octombrie: Numirea de către Carol I în Viena a „Guvernului Lichidării” Lammasch. Jurământul a fost depus câteva zile mai târziu.

- 28 octombrie: Comitetul Național Cehoslovac a preluat în Praga administrarea Boemiei de la reprezentantul cezaro-crăiesc și a finalizat fondarea statului cehoslovac independent. Galiția s-a despărțit de Cisleithania pentru a aparține statului polonez renăscut.

- 29 octombrie: Comitetul Național Morav a preluat conducerea reprezentanței k.k. și a comandamentului militar k.u.k. din Brno. Dieta croată (Saborul) a declarat retragerea Croației din Austro-Ungaria. La Zagreb a fost proclamat Statul slovenilor, croaților și sârbilor, căruia ar fi trebuit să-i aparțină toate teritoriile slavilor de sud care făcuseră anterior parte din Dubla Monarhie. Consiliul Național Sloven a declarat la Ljubljana că toate teritoriile austriece locuite de sloveni sunt independente.

- 30 octombrie: Împăratul și regele Carol I/IV dă ordinul ca Marina Militară Imperială și Regală să fie predată noului stat al slovenilor, croaților și sârbilor. Adunarea Națională Provizorie pentru Austria Germană instituie primul cabinet, act prin care Austria Germană se constituie ca stat; Karl Renner devine cancelar de stat. Comitetul Național Cehoslovac preia Comandamentul militar k.u.k. din Praga, Plzeň și Litoměřice.

- 31 octombrie: Consiliul Național din Ljubljana declară intrarea Sloveniei în Statul slovenilor, croaților și sârbilor. Ofițerii statului slavilor de sud preiau comanda Marinei Militare Imperiale și Regale. La Budapesta ia ființă Consiliul Național Român Central. Fostul ministru-prezident István Tisza este omorît la Budapesta în prima zi a Revoluției Crizantemelor.

- 1 noiembrie: Cabinetul k. k. Lammasch a început în Viena să predea afacerile statului noului cabinet austro-german condus de Renner. Administrarea Bosniei a fost predată Comitetului Național Bosniac. Conducerea Direcției Poliției k. k. din Viena a jurat credință Staatsrat-ului.

- 2 noiembrie: Ordinul deja dat de Béla Linder, noul ministru al apărării în guvernul revoluționar maghiar condus de Mihály Károlyi, regimentelor maghiare de pe frontul italian cu scopul încetării luptelor și depunerii armelor, a fost transmis în mod oficial trupelor de către Înaltul Comandament al Armatei Austro-Ungare. S-a retras ultimul ministru de externe k. u. k., Gyula Andrássy cel Tânăr.

- 3/4 noiembrie: Armistițiul de la Villa Giusti, semnat lîngă Padova între forțele armate austro-ungare și Antanta. Termenul intrării în vigoare a armistițiului, care potrivit așteptărilor armatei k.u.k. ar fi fost „imediat”, a fost interpretat în mod diferit de părțile implicate în conflict; aceasta a permis forțelor italiene să ia prizonieri peste o sută de mii de soldați k.u.k. în ultimele 24 de ore. Italia a ocupat Tirolul la sud de Pasul Brenner, Triest și Litoralul austriac. S-a retras ultimul ministru de finanțe comun, Alexander Spitzmüller.

- 6 noiembrie: Carol I/IV a ordonat demobilizarea unităților rămase din armată. Trupe germane ocupă între 6 și 10 noiembrie părți din Tirol și Salzburg.[20]

- 9 noiembrie: Consiliul Național Român Central cere noului guvern revoluționar maghiar condus de Mihály Károlyi să i se acorde o deplină putere de guvernare asupra teritoriilor locuite de români în Ardeal și Țara Ungurească

- 10 noiembrie: Regatul României declară din nou război Puterilor Centrale și trupele române trec încă o dată Carpații.

- 11 noiembrie: Retragerea împăratului Carol I în Austria Germană, dizolvarea guvernului k. k. Lammasch, eliberarea tuturor funcționarilor publici de jurământul de credință făcut împăratului. Se retrage ultimul ministru de război k. u. k., Rudolf Stöger-Steiner von Steinstätten.

- 12 noiembrie: Prin hotărârea Adunării Naționale Provizorii, statul Austria Germană s-a declarat republică aparținătoare de Republica de la Weimar. Delegațiile și Camera Domnilor din Consiliul Imperial precum și ministerele k. u. k. și k. k. au fost desființate.

- 13 noiembrie: Se retrage regele Carol al IV-lea al Ungariei. Guvernul maghiar, care nu se considera angrenat de armistițiul în vigoare din 3 / 4 noiembrie dat fiind că Ungaria ieșise din uniunea reală cu Austria la sfârșitul lui octombrie, încheie o convenție militară cu Antanta la Belgrad, prin care e nevoit să accepte condiții chiar mai rele decât cele impuse la Villa Giusti.

- 14 noiembrie: Tomáš Garrigue Masaryk, încă în exil, a fost ales ca președinte al Republicii Cehoslovace. Desemnarea sa prin intermdiul politicienilor cehi din exil a fost încununată de succes încă din 24 octombrie în Paris.

- 15 noiembrie: Consiliul Național Român Central decide unirea românilor din Transilvania și din Țara Ungurească cu Regatul României.

- 16 noiembrie: Ungaria se declară republică, primul președinte fiind Mihály Károlyi.

- 28 noiembrie: Bucovina, rămasă fără vreo formă de organizare statală după dezintegrarea Cisleithaniei, cere unirea cu Regatul României.

- 1 decembrie: Marea Adunare Națională a proclamat la Alba Iulia, în fața a 100.000 de români, unirea Transilvaniei și a unor părți din Banat, din Crișana, din Sătmar și din Maramureș cu România.

(Referințe bibliografice)

## Consecințele Austro-Ungariei în vremurile noastre

### Împărțirea Austro-Ungariei în statele succesoare
În primii zeci de ani după sfârșitul Dublei Monarhii, aceasta a fost adesea numită de criticii ei drept „închisoarea popoarelor” și „sortită pieirii”. Statele succesoare și-au văzut întreaga istorie comună dinainte de 1918 în primul rând sub aspectul asupririi și al împiedicării principiului autodeterminării. Expresiile „închisoarea popoarelor” și „germanizare” au fost folosite cu referire la Monarhia Habsburgică de dinainte de 1918, apoi după 1945, și au rămas în memoria publică și în discursul oficial până la sfârșitul secolului al XX-lea. În opoziție cu această viziune, Winston Churchill considera distrugerea Austro-Ungariei drept o mare tragedie, deoarece vreme de sute de ani această monarhie a făcut posibile avantajele comerțului și ale siguranței, ale păcii și ale vieții în comun pentru un mare număr de mici popoare, iar după dispariția monarhiei, nici unul dintre aceste popoare nu mai putea face față presiunii Germaniei sau Rusiei.
Abia după intrarea în UE a celor mai multe dintre statele succesoare s-a putut vorbi imparțial și despre părțile pozitive ale vechiului stat multinațional comun: despre marele spațiu economic comun, despre libertatea de mișcare a persoanelor, despre drepturile civile, despre jurisdicția și administrația care erau moderne pentru acele vremuri și despre emanciparea graduală a păturilor mai sărace ale populației. După confuziile din epoca interbelică, după antisemitismul și rasismul în creștere, după cel de-al Doilea Război Mondial, după Holocaust și mulți zeci de ani de dictatură comunistă, aceste realizări au putut fi judecate și valorizate în moduri mult mai variate decât mai înainte. Cei mai mulți locuitori ai Dublei Monarhii s-au asociat, în ciuda multor deficiențe (cum ar fi lipsa dreptului de vot a femeilor, sărăcia larg răspândită, problemele naționalităților, maghiarizarea etc.), cu educația publică a Monarhiei Habsburgice, cu începuturile unui sistem de asistență socială lipsit de complicații, cu serviciile inovatoare de sănătate publică, cu larga și comprehensiva toleranță religioasă, cu statul de drept și cu menținerea unei infrastructuri dezvoltate. De asemenea, cei mai mulți activiști ai minorităților au recunoscut importanța statului Austro-Ungariei per ansamblu ca sistem de securitate colectivă, în care existau diferențe mari între jumătatea austriacă și jumătatea maghiară a Dublei Monarhii. Aceste caracteristici ale Monarhiei Dunărene au rămas multă vreme în memorie.
Așa numitul „efect Habsburg” ar modela chiar și în zilele noastre locuitorii din interiorul fostelor granițe ale Dublei Monarhii. Fostele instituții ale monarhiei continuă să aibă un efect chiar și după mai multe generații prin norme culturale. Oamenii care trăiesc în fostele teritorii ale Dublei Monarhii au avut în mod măsurabil mai multă încredere în tribunalele și în poliția locală și au plătit mai puțină mită pentru serviciile publice decât compatrioții lor de cealaltă parte a vechilor granițe.
În statele succesoare ale Dublei Monarhii s-a folosit extensiv până în zilele noastre rețeaua feroviară dată în folosință înainte de 1918. În multe localități sunt păstrate în continuare clădiri de utilitate publică (de la teatre la gări feroviare) construite în stilul arhitectural anterior anului 1918. De asemenea, moștenirea monarhiei este evidentă și în istoria științei și în istoria culturală.
În prezent, fostele teritorii ale Austro-Ungariei sunt împărțite între următoarele 13 state succesorale sau state care au moșternit teritoriile de la statele succesorale:
România:                       106.992 kmp - 15,84 % din suprafața totală
Ungaria:                          93.030 kmp - 13,76 % 
Austria:                           83.858 kmp - 12,41 % 
Cehia:                            78.549 kmp - 11,62 % 
Ucraina:                         65.344 kmp - 9,67 %
Croația:                          56.594 kmp - 8,37 %
Bosnia și Herțegovina:   51.129 kmp - 7,56 % 
Slovacia:                        49.036 kmp - 7,25 %
Polonia:                          32.179 kmp - 4,76 %
Serbia:                            21.506 kmp - 3,18 %
Slovenia:                        20.273 kmp - 3,00 %
Italia:                              16.859 kmp - 2,49 %
Muntenegrul:                       616 kmp - 0,09 %

### Forme de cooperare economică și politică
Potrivit criticilor politicii externe austriece din zilele noastre, cooperarea cu statele vecine din nordul, estul și sud-estul Austriei nu a jucat un rol fundamental după 1989, ceea ce este o greșeală. Aceastei păreri i se opun investițiile considerabile ale întreprinderilor austriece în țările vecine. Pe lângă acestea, există și în interiorul Uniunii Europene forme de cooperare deosebit de intensive între țările de pe teritoriul fostei Duble Monarhii. Astfel, încă din 1991, membrii Grupului de la Visegrád se străduiesc să întărească formele reciproce de cooperare politică și economică.

### Urmări ale migrațiilor și identificare culturală
Ca urmare a celor două războaie mondiale și a Războiului Rece care le-a succedat, mai multe milioane de oameni vorbitori de germană, foști cetățeni ai Austro-Ungariei, au ajuns în Germania ca familii de refugiați, expulzați din țara natală și emigranți germanici, au devenit rezidenți împreună cu descendenții lor și au fost în mare măsură asimilați de populațiile majoritare ale regiunilor în care s-au instalat. Partea acestor familii care s-au integrat în Germania de Vest este cu mult mai mare decât aceea a familiilor care s-au stabilit în Austria, deși chiar și după destrămarea Dublei Monarhii, Republica Austriacă — în special orașul Viena — a fost văzută în continuare, ca întotdeauna, drept un centru cultural al vorbitorilor de germană din „vechea Austrie” (prin care, după 1918, s-a înțeles Cisleithania). Alte familii au emigrat în alte țări, cum ar fi Statele Unite ale Americii, Canada, Israel sau Australia.

## Țări și părți ale Dublei Monarhii
| Harta Europei în anul 1914, în ajunul Primului Război Mondial (Austro-Ungaria pusă în evidență) |
| Harta Austro-Ungarie |
| Cisleithania 1. Boemia 2. Bucovina 3. Carintia 4. Craina 5. Dalmația 6. Galiția și Lodomeria 7. Gorizia și Gradisca; Triest cu regiunea; Istria 8. Austria de sub Enns 9. Moravia 10. Salzburg 11. Silezia austriacă 12. Stiria 13. Tirol 14. Austria de peste Enns 15. Vorarlberg |
| Transleithania 16. Ungaria (cu Voivodina și Marele Principat al Transilvaniei) 17. Croația și Slavonia |
| Bosnia și Herțegovina (18.) |

| Loc | Oraș              | Locuitori |
| --- | ----------------- | --------- |
| 1   | Viena             | 2.083.630 |
| 2   | Budapesta         | 880.371   |
| 3   | Triest            | 229.510   |
| 4   | Praga             | 223.741   |
| 5   | Liov              | 206.113   |
| 6   | Cracovia          | 151.886   |
| 7   | Graz              | 151.781   |
| 8   | Brno              | 125.737   |
| 9   | Seghedin          | 118.328   |
| 10  | Maria-Theresiopol | 94.610    |

Râul Leitha constituia în parte granița dintre jumătatea austriacă și jumătatea ungară a Dublei Monarhii (în zilele noastre corespunde graniței de vest a Burgenland-ului). De la acesta au derivat denumirile Cisleithania („Țara de dincoace de Leitha” pentru partea vestică a Dublei Monarhii) și Transleithania („Țara de dincolo de Leitha” pentru partea estică a monarhiei): Cisleithania se numea în mod oficial Regatele și Țările reprezentate în Consiliul Imperial (Austria era o denumire inoficială înainte de anul 1915, când a fost oficializată); fiecare dintre aceste țări era o Țară a Coroanei; țările transleithanice se numeau oficial Țările Sfintei Coroane Ungare a lui Ștefan. Țările monarhiei erau state membre parțial autonome și aveau o istorie seculară. Înainte de obținerea lor de către Habsburgi, aceste țări își formaseră uneori state autonome, iar de la Patenta din Februarie 1861 aveau iarăși în posesie unele instituții statale proprii. Șeful de stat era monarhul, în continuare împărat și rege prin uniune personală, care era reprezentat în teritoriu de un Landeschef / Landespräsidenten (Statthalter).
Bosnia și Herțegovina, care mai înainte aparținuse de Imperiul Otoman și care în 1878 a fost ocupată iar în 1908 a fost încorporată în Dubla Monarhie prin acceptarea Crizei bosniace, era administrată în comun de către ambele jumătăți ale monarhiei. Următoarele tabele arată rezultatele recensământului din 31 decembrie 1910.
Spre deosebire de multe alte mari și mijlocii puteri europene, Austro-Ungaria nu avea nici un fel de ambiții coloniale. Singura posesiune neeuropeană a Dublei Monarhii a constat, între 1901 și 1917, într-o mică concesiune în orașul chinez Tianjin (Tientsin). Imperiul chinez a trebuit să cedeze acest teritoriu ca urmare a participării cu succes a Austro-Ungariei la înfrângerea Răscolii boxerilor din anul 1900. Concesiunea se afla pe malul estic al râului Hai He (Peiho), cuprindea o suprafață de aproximativ 62 ha și avea în jur de 40.000 de locuitori. Teritoriul era limitat în partea de sud de concesiunea italiană, în est de gara feroviară, în nord și în vest de Hai He. Concesiunea era administrată de consulul k. u. k. în funcție, care era susținut în demersurile sale, printre altele, și de o mică garnizoană militară. În privința clădirilor publice, pe teritoriul concesiunii se mai găseau pe lângă consulat și cazarmă o închisoare, o școală, un teatru și un spital. Ca urmare a declarației de război făcute de China Puterilor Centrale în august 1917, teritoriul a fost reîncorporat statului chinez. În septembrie 1919, prin semnarea Tratatului de la Saint-Germain (Articolul 116), Austria a renunțat în cele din urmă la orice pretenție asupra teritoriului. Printr-un articol identic al Tratatului de la Trianon, a făcut și Ungaria același lucru în iunie 1920.
| Țară                                           | Capitală (Locuitori)        | Suprafață în km² | Locuitori  |
| ---------------------------------------------- | --------------------------- | ---------------- | ---------- |
| Regatul Boemiei                                | Praga (224.000)             | 51.946,09        | 6.769.548  |
| Regatul Dalmației                              | Zadar (14.000)              | 12.830,32        | 645.666    |
| Regatul Galiției și Lodomeriei                 | Liov (206.000)              | 78.499,28        | 8.025.675  |
| Arhiducatul Austriei de sub Enns               | Viena (2.031.000)           | 19.825,33        | 3.531.814  |
| Arhiducatul Austriei de peste Enns             | Linz (71.000)               | 11.981,73        | 853.006    |
| Ducatul Bucovinei                              | Cernăuți (87.000)           | 10.441,24        | 800.098    |
| Ducatul Carintia                               | Klagenfurt (29.000)         | 10.325,79        | 396.200    |
| Ducatul Crainei                                | Ljubljana (47.000)          | 9.953,81         | 525.995    |
| Ducatul Salzburg                               | Salzburg (36.000)           | 7.153,29         | 214.737    |
| Ducatul Sileziei de Sus și de Jos              | Opava (31.000)              | 5.146,95         | 756.949    |
| Ducatul Stiria                                 | Graz (152.000)              | 22.425,08        | 1.444.157  |
| Margraviatul Moraviei                          | Brno (126.000)              | 22.221,3         | 2.622.271  |
| Comitatul Princiar Tirol 2                     | Innsbruck (53.000)          | 26.683           | 946.613    |
| Comitatul Princiar Gorizia și Gradisca 1       | Gorizia (ca. 25.000)        | 2.918            | 260.721    |
| Orașul liber imperial Triest cu regiunea lui 1 | Triest (161.000)            | 95               | 229.510    |
| Margraviatul Istriei 1                         | Parenzo / Poreč (ca. 4.000) | 4.955            | 403.566    |
| Vorarlberg 2                                   | Bregenz (9.000)             | 2.602            | 145.408    |
| Cisleithania împreună                          | Viena                       | 300.003,21       | 28.571.934 |

| Țară                                                      | Capitală (Locuitori)                                   | Suprafață în km² | Locuitori  |
| --------------------------------------------------------- | ------------------------------------------------------ | ---------------- | ---------- |
| Regatul Ungariei (inclusiv Orașul Fiume și împrejurimile) | Budapesta (intra muros 882.000, cu suburbii 1.290.000) | 282.274,66       | 18.264.533 |
| Regatul Croației și Slavoniei                             | Zagreb (80.000)                                        | 42.488,02        | 2.621.954  |
| Transleithania împreună                                   | Budapesta                                              | 324.762,68       | 20.886.487 |

| Țară                  | Capitală (Locuitori) | Suprafață în km² | Locuitori |
| --------------------- | -------------------- | ---------------- | --------- |
| Bosnia și Herțegovina | Sarajevo (52.000)    | 51.199           | 1.898.044 |

| Uniune reală   | Capitale           | Suprafață în km² | Locuitori  |
| -------------- | ------------------ | ---------------- | ---------- |
| Austro-Ungaria | Viena și Budapesta | 675.964,89       | 51.356.465 |

## Politica
| 10 Ambasade |
| --- |
| Format:DEU-1871 Format:FRA-1871 Sfântul Scaun Flag of Italy (1861-1946).svg Format:JPN-1868 Format:TUR-1844 Format:RUS-1883 Format:ESP-1875 Format:GBR-1801 Statele Unite ale Americii |
| 19 Legații |
| Argentina · Format:Bayern-1806 · Belgia · Format:BRA-1889 · Chile · Format:CHN-1890 · Danemarca · Format:GRC-1863 · Format:MEX-1893 · Țările de Jos · Format:IRN-1906 · Format:POR-1830 · Format:ROU-1881 · Format:Sachsen-1815 · Suedia · Elveția · Format:SRB-1882 · Format:Württemberg |
| 2 Misiuni |
| Format:MAR-1666 Format:MNE-1878 |

### Constituție
Nu a existat o constituție comună a Dublei Monarhii. Baza legislativă a Monarhiei Dunărene era constituită din următoarele trei seturi de legi care aveau aceeași forță legală în Cisleithania și în Transleithania:
- Pragmatica Sancțiune a împăratului Carol al VI-lea, confirmată în 19 aprilie 1713,
- Legea constituției (numită atunci inoficial Legea delegației) pentru Cisleithania, ca parte a Constituției din decembrie intrată în vigoare în 21 decembrie 1867; pentru Transleithania, aceeași Lege a delegației a fost deja publicată odată cu Legea XII/1867, și
- acordurile uniunii vamale și comerciale din 27 iunie 1878.

Pragmatica Sancțiune era o lege a succesiunii la tron și, cum Carol al VI-lea nu avusese nici un urmaș parte bărbătească, a avut ca efect stabilirea dreptului de succesiune la tron a fiicei sale Maria Terezia și a urmașilor ei. Legile delegației Cisleithaniei și Transleithaniei stabileau care erau afacerile / domeniile pe care ambele state trebuiau să le gestioneze împreună. Uniunea vamală și comercială cu monedă comună, libertate mutuală de înregistrare a firmelor și recunoaștere mutuală în lipsa formelor administrative a înregistrării întreprinderilor și a patentelor era un acord voluntar al ambelor state.
Împăratul Austriei era, prin uniune personală, și Rege al Ungariei, ceea ce îl făcea în același timp Rege al Croației și Slavoniei. Aceasta se întâmpla însă acum potrivit dreptului Transleithaniei și nu mai era o derivare a calității de Împărat al Austriei.
Domeniile comune apărute ca urmare a Legilor delegației, politica externă și Armata Comună, au fost administrate prin ministere comune: Ministerul de Externe, Ministerul de Război și Ministerul de Finanțe; acesta din urmă nu era destinat gestionării integrale a finanțelor din întreaga Dublă Monarhie, ci avea ca scop doar finanțarea domeniilor comune. Acest construct politic a fost denumit uniune reală. Instituțiile care priveau ambele jumătăți ale monarhiei au primit apelativul „k. u. k.“ („kaiserlich und königlich“ — „imperial și regal”), formulă care se referea la două dintre coroanele monarhului (la coroana imperială a Austriei și la coroana regală a Ungariei) și, prin metonimie, la cele două state ale Dublei Monarhii.
Guvernul Cisleithaniei era identificat drept „k. k.“ („kaiserlich-königlich“ — „chezaro-crăiesc”), formulă în care königlich (crăiesc, regal) se referea la coroana regală a Boemiei pe care Împăratul Austriei o avea de asemenea. Guvernul și instituțiile jumătății ungare a Dublei Monarhii aveau apelativul „m. kir.“ („magyar királyi”) sau „kgl. ung.“ („königlich ungarisch” — „regal maghiar”).
După Compromisul din 1867, în 14 noiembrie 1868, Împăratul și Regele a stabilit titlul monarhului și numele statului:
- În tratatele încheiate în numele monarhului:
Împărat al Austriei și Rege Apostolic al Ungariei
- Denumirea personală:
Maiestatea Sa imperială și regală apostolică (Seine K. u. K. Apostolische Majestät)
- Numele statului:
Monarhia Austro-Ungară; folosit pentru prima dată în 2 iunie 1868 într-un tratat semnat cu Suedia și Norvegia[36]

Numele Austria a fost utilizat cu parcimonie în practica administrației de stat din interiorul granițelor, probabil din considerație pentru majoritatea negermană din Imperiul Austriac. Pe de o parte, constituția din 21 decembrie 1867 stabilea că există „o cetățenie austriacă obligatorie... pentru toți membrii Regatelor și Țărilor reprezentate în Consiliul Imperial” (în Ungaria, cetățenia era la fel de inclusivă). Pe de altă parte, teritoriul statului a fost adesea numit prin parafraza „Regatele și Țările reprezentate în Consiliul Imperial“, o formulă stânjenitoare, care, în afara textelor oficiale, a fost mereu înlocuită prin Austria. În 1915, pentru prima dată statul a fost numit așa și oficial.

### Conducători și ministere comune
Monarhul (vezi Uniune personală) domnea în Cisleithania ca Împărat al Austriei, iar în Transleithania ca Rege Apostolic al Ungariei.
- Francisc Iosif I. 1867–1916

- - 8 iunie 1867 — încoronat ca Rege al Ungariei (I. Ferenc József)
  - 21 noiembrie 1916 — decedat
- Carol I./IV. 1916–1918
  - 21 noiembrie 1916 — devine în mod automat împărat și rege la moartea înaintașului său
  - 30 decembrie 1916 — încoronat ca Rege al Ungariei sub numele de Carol IV. (IV. Károly)
  - 11 noiembrie 1918 — demisia guvernului în jumătatea austriacă a monarhiei (fără abdicare)
  - 13 noiembrie 1918 — demisia guvernului în jumătatea ungurească a monarhiei (fără abdicare)

La instigarea lui Francisc Iosif, în sensul unei uniuni reale, precum aceea consimțită prin Compromisul din 1867, politica externă, armata și marina de război erau administrate de ministere comune, responsabile pentru ambele părți ale monarhiei; miniștrii erau numiți de către monarh și trebuiau să nu fie în același timp miniștri într-unul din cele două state. Austro-Ungaria ca întreg nu avea un șef de guvern, dar avea un:
- Ministru al Casei Imperiale și Regale și al Externelor
- Ministru de război k.u.k.
- Ministru de finanțe comune (doar pentru finanțarea afacerilor comune)

În luarea deciziilor, împăratul era ajutat de un Consiliul Ministerial pentru Afaceri Comune.
Fiecare jumătate a monarhiei avea, în plus, încă un Minister al Apărării propriu, responsabil pentru forțele de apărare separate ale fiecăreia – Forțele de apărare cezaro-crăiești, respectiv Forțele de apărare regale maghiare. Controlul finanțelor în afacerile comune era realizat de Înalta Curte de Conturi Comună. În schimb, nu existau tribunale sau curți de justiție comune celor două jumătăți ale monarhiei. Acorduri politice și controale politice asupra politicilor militare și de externe trebuiau să aibă loc anual în cadrul întâlnirilor în alternanță de la Viena și de la Budapesta între două delegații a câte 60 de persoane alese de către Consiliul Imperial și de către Dieta Ungariei.

### Prim-miniștri
Fiecare dintre cele două jumătăți ale monarhiei a avut începând cu 1867 propriul ei ministru-prezident care, la fel ca miniștrii cabinetului său, erau numiți și destituiți de monarh. În baza constituției și a dezvoltării real-politice a Monarhiei Habsburgice, ministru-prezident-ul Cisleithaniei a rămas dependent exclusiv de voința împăratului (în Consiliul Imperial nu exista procedura moțiunii de cenzură care să oblige cabinetul să se retragă), iar ministru-prezident-ul Transleithaniei a rămas dependent de voința regelui și a aristocrației maghiare. De la începutul anilor 1890, cei care au ocupat funcția de ministru-prezident s-au schimbat adesea, în special în jumătatea austriacă a monarhiei; prin urmare, doar puțini politicieni au putut câștiga o influență marcantă: 
- Prim-miniștri cezaro-crăiești ai Țărilor și Regatelor reprezentate în Consiliul Imperial (Cisleithania)
- Prim-miniștri regali maghiari ai Țărilor Coroanei Sfântului Ștefan (Transleithania)

## Forța armată

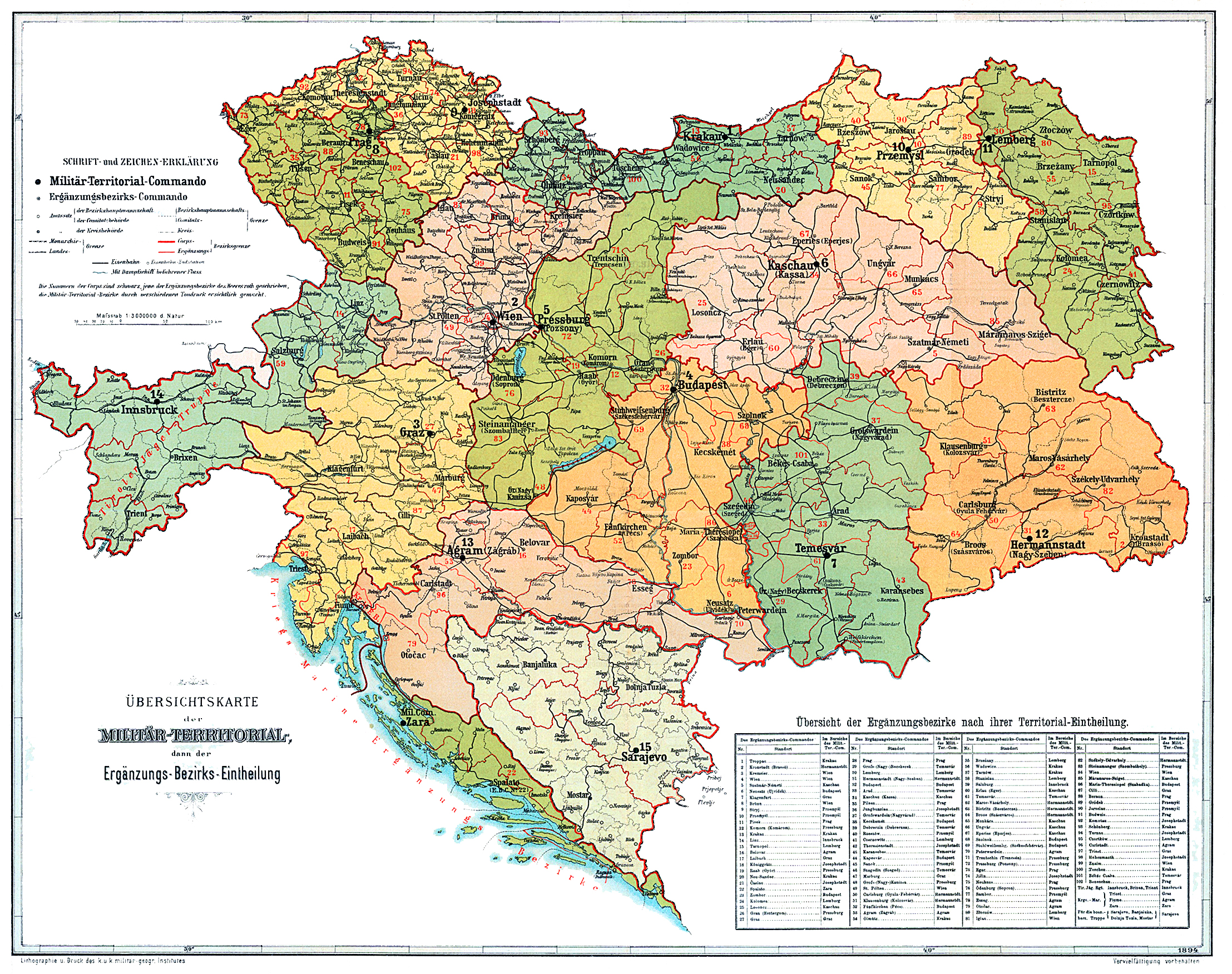
Configurația militar-teritorială a Austro-Ungariei

Sistemul militar al Monarhiei austro-ungare în ambele (părți) de stat(e) s-a bazat din 1868 pe principiul datoriei universale și personale a fiecărui cetățan de a lua arma în mână. 
Forțele armate erau constituite din Armata Comună, din forțele de apărare ale ambelor state (Forțele de apărare cezaro-crăiești și Forțele de apărare regale maghiare) și din Marina Militară Imperială și Regală.
Comandantul suprem era Împăratul Austriei și Regele Ungariei care, de exemplu, semna personal fiecare promovare a fiecărui ofițer. Din punct de vedere administrativ, forțele armate comune erau subordonate Ministerului Imperial și Regal de Război, iar conducera tehnică era asigurată de șeful Comandamentului suprem, care raporta direct monarhului. Cele două forțe de apărare (k.k. Landwehr și Honvéd) erau subordonate Ministerului apărării cezaro-crăiesc, respectiv Ministerului regal maghiar al apărării. O amplă restructurare a Armatei Comune a avut loc pentru prima dată în timpul Primului Război Mondial, între 1914 și 1918.
Forțele armate austro-ungare s-au dezintegrat în același timp cu Dubla Monarhie în 1918. În 31 octombrie 1918, Ungaria a anunțat sfârșitul uniunii reale cu Austria și prin aceasta a făcut în întregime obsolete atât structura, cât și datoriile părților în vigoare din 1867. Ungaria și-a constituit propriul Minister de Război și a chemat înapoi imediat regimentele ungurești de pe frontul italian.

## Limbi și societate

Limbile vorbite în Austro-Ungaria după: William R. Shepherd, Distribution of Races in Austria-Hungary, Historical Atlas, 1911

Recensământul din 1910 din Austro-Ungaria a ținut seamă și de limba colocvială a cetățenilor monarhiei. Cel mai adesea, evreii din Cisleithania au consemnat drept limbă vorbită germana; la fel au făcut funcționarii care, chiar dacă nu aveau ca limbă maternă germana, utilizând-o în mod cotidian în aparatul administrativ, o vorbeau cu predilecție. Cifre exacte în privința clasificării vorbitorilor diferitelor limbi din Dubla Monarhie nu există.
|       | Limbă                | Număr de vorbitori | Procent |
| ----- | -------------------- | ------------------ | ------- |
|       | Germană              | 12.006.521         | 23,36   |
|       | Maghiară             | 10.056.315         | 19,57   |
|       | Cehă                 | 6.442.133          | 12,54   |
|       | Poloneză             | 4.976.804          | 9,68    |
|       | Croată și sârbă      | 4.380.891          | 8,52    |
|       | Ucraineană (ruteană) | 3.997.831          | 7,78    |
|       | Română               | 3.224.147          | 6,27    |
|       | Slovacă              | 1.967.970          | 3,83    |
|       | Slovenă              | 1.255.620          | 2,44    |
|       | Italiană             | 768.422            | 1,5     |
|       | Altele               | 2.313.569          | 4,51    |
| Total | Total                | 51.390.223         | 100     |

Limbile vorbite în Cisleithania 1910
| Țară               | Principala limbă vorbită | Alte limbi (mai mult de 2 %)                        |
| ------------------ | ------------------------ | --------------------------------------------------- |
| Boemia             | Cehă (63,2 %)            | Germană (36,8 %)                                    |
| Dalmația           | Croată (96,2 %)          | Italiană (2,8 %)                                    |
| Galiția            | Poloneză (58,6 %)        | Ucraineană (ruteană) (40,2 %)                       |
| Austria de Jos     | Germană (95,9 %)         | Cehă (3,8 %)                                        |
| Austria de Sus     | Germană (99,7 %)         |                                                     |
| Bucovina           | Ucraineană (38,4 %)      | Română (34,4 %), germană (21,2 %), poloneză (4,6 %) |
| Carintia           | Germană (78,6 %)         | Slovenă (21,2 %)                                    |
| Craina             | Slovenă (94,4 %)         | Germană (5,4 %)                                     |
| Salzburg           | Germană (99,7 %)         |                                                     |
| Silezia austriacă  | Germană (43,9 %)         | Poloneză (31,7 %), cehă (24,3 %)                    |
| Steiermark         | Germană (70,5 %)         | Slovenă (29,4 %)                                    |
| Moravia            | Cehă (71,8 %)            | Germană (27,6 %)                                    |
| Tirol              | Germană (57,3 %)         | Italiană (42,1 %)                                   |
| Litoralul austriac | Slovenă (37,3 %)         | Italiană (34,5 %), croată (24,4 %), germană (2,5 %) |
| Vorarlberg         | Germană (95,4 %)         | Italiană (4,4 %)                                    |

Limbile vorbite în Transleithania 1910
| Limbă                 | Regatul Ungariei | Regatul Ungariei | Croația-Slavonia | Croația-Slavonia |
| --------------------- | ---------------- | ---------------- | ---------------- | ---------------- |
|                       | vorbitori        | % din populație  | vorbitori        | % din populație  |
| Maghiară              | 9.944.627        | 54,5%            | 105.948          | 4,1%             |
| Română                | 2.948.186        | 16%              | 846              | <0,1%            |
| Slovacă               | 1.946.357        | 10,7%            | 21.613           | 0,8%             |
| Germană               | 1.903.657        | 10,4%            | 134.078          | 5,1%             |
| Sârbă                 | 461.516          | 2,5%             | 644.955          | 24,6%            |
| Ruteană               | 464.270          | 2,3%             | 8.317            | 0,3%             |
| Croată                | 194.808          | 1,1%             | 1.638.354        | 62,5%            |
| Alta sau nespecificat | 401.412          | 2,2%             | 65.843           | 2,6%             |
| Total                 | 18.264.533       | 100%             | 2.621.954        | 100%             |

Observație: unele limbi sunt considerate a fi dialecte ale unor limbi cu circulație mai mare. De exemplu, rusina și ucraineana au fost înglobate în "limba ruteană" în cadrul recensămâtului, iar limbile romanice retice au fost considerate drept "italiană".

### Religii

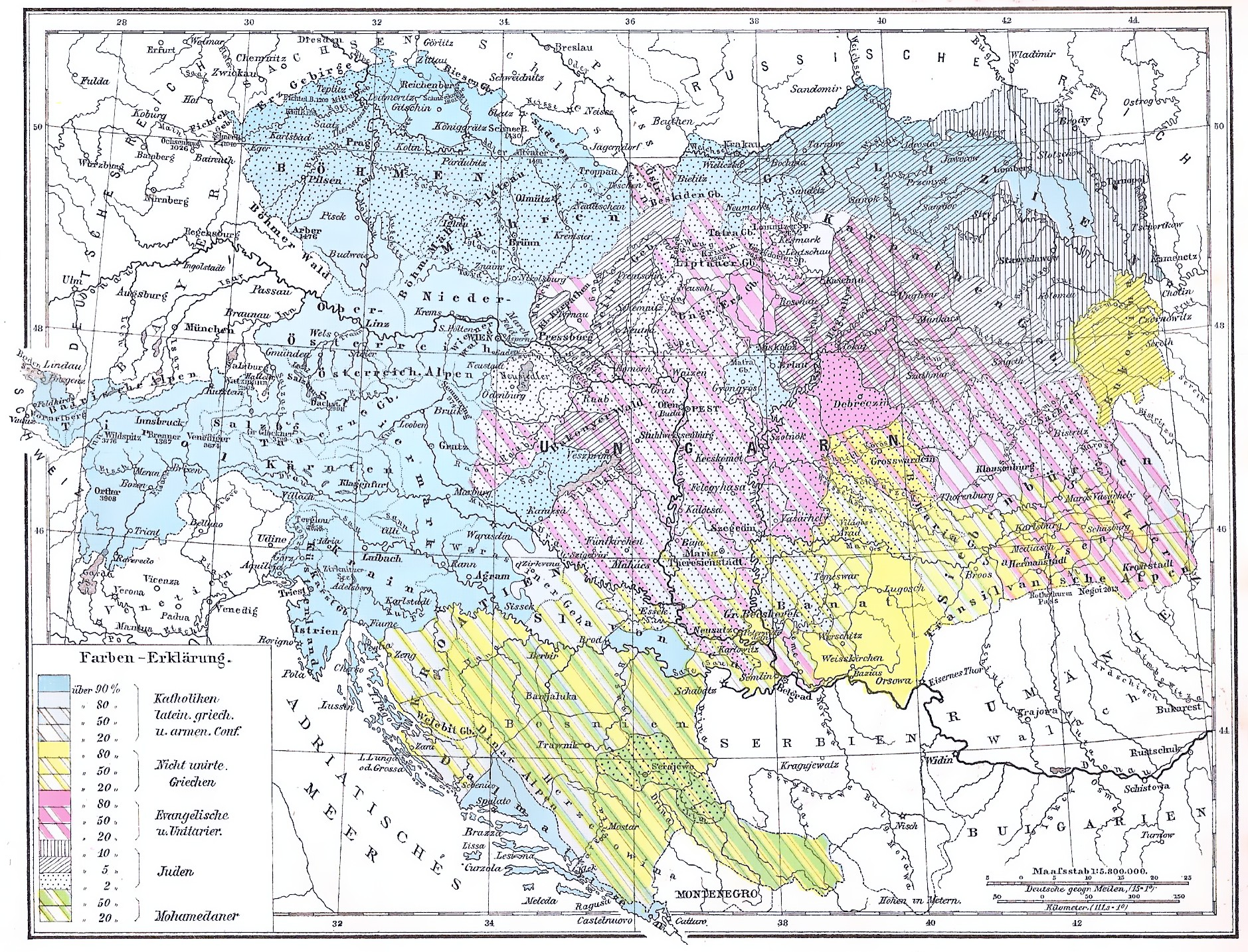
Harta religiilor potrivit Andrees Allgemeiner Handatlas

Următoarele tabele ilustrează împărțirea pe religii a cetățenilor Austro-Ungariei. În vreme ce jumătatea austriacă a monarhiei era aproape în întregime catolică (majoritar roman-catolică, iar în estul Galiției și greco-catolică), în jumătatea de est a Ungariei, pe lângă romano-catolici și greco-catolici, exista o minoritate protestantă (mai ales reformată) însemnată din punct de vedere numeric, precum și o minoritate ortodoxă. Populația ebraică se concentra în pățile estice ale Dublei Monarhii, mai cu seamă în Galiția, unde reprezentau, în medie, aproximativ 10 % din total. Țările alpine de limbă germană aveau inițial doar o populație ebraică nesemnificativ de restrânsă, dar rata populație evreiești din metropola Viena aflată în plină expansiune a crescut puternic prin migrația internă din estul monarhiei și se afla în 1910 la circa 8,8 %. Alte orașe cu o componentă iudaică importantă erau (în 1910): Budapesta (23,4 %), Praga (9,4 %), Liov (28,2 %), Cracovia (28,2 %), Cernăuți (32,4 %). În 1910 trăiau 1.225.000 de evrei în Cisleithania, 911.227 evrei în Regatul Ungariei și 21.231 în Regatul Croației și Slavoniei. În partea austriacă a monarhiei, evreii reprezentau 4,3 % iar în partea maghiară 4,5 % din populația totală. În Croația și Slavonia erau 0.8 %. În Bosnia și Herțegovina, aproximativ o treime din populație era de confesiune musulmană.
În comparație cu țările din est și din sud-est, populația evreiască din Austro-Ungaria a cunoscut o largă toleranță, în pofida antisemitismului în creștere. În Monarhia Dunăreană, sub lunga domnie a lui Francisc Iosif I, evreii au fost emancipați și îl priveau pe împărat ca pe protectorul lor. Împăratului i s-a atribuit chiar o înclinare filosemită. Antisemiți fanatici l-au numit pe Francisc Iosif chiar „împăratul iudeilor”, deoarece acesta a refuzat în repetate rânduri să-l numească pe Karl Lueger primar al Vienei din cauza polemicilor lui antisemite.
| Religie/Confesiune | Total  | Cisleithania | Transleithania | Bosnia și Herțegovina |
| ------------------ | ------ | ------------ | -------------- | --------------------- |
| Catolici           | 76,6 % | 90,9 %       | 61,8 %         | 22,9 %                |
| Protestanți        | 8,9 %  | 2,1 %        | 19 %           | 0 %                   |
| Ortodocși          | 8,7 %  | 2,3 %        | 14,3 %         | 43,5 %                |
| Evrei              | 4,4 %  | 4,3 %        | 4,5 %          | 0,6 %                 |
| Musulmani          | 1,3 %  | 0 %          | 0 %            | 32,7 %                |

| Romano-catolici       | 79,1% (20.661.000) |
| Greco-catolici        | 12% (3.134.000)    |
| Evrei                 | 4,7% (1.225.000)   |
| Ortodocși             | 2,3% (607.000)     |
| Luterani              | 1,9% (491.000)     |
| Alta sau fără religie | 14.000             |

|                       | Regatul Ungariei & Fiume | Croația & Slavonia |
| --------------------- | ------------------------ | ------------------ |
| Romano-catolici       | 49,3% (9.010.305)        | 71,6% (1.877.833)  |
| Calviniști            | 14,3% (2.603.381)        | 0,7% (17.948)      |
| Ortodocși             | 12,8% (2.333.979)        | 24,9% (653.184)    |
| Greco-catolici        | 11% (2.007.916)          | 0,7% (17.592)      |
| Luterani              | 7,1% (1.306.384)         | 1,3% (33.759)      |
| Evrei                 | 5% (911.227)             | 0,8% (21.231)      |
| Unitarieni            | 0,4% (74.275)            | 0% (21)            |
| Alta sau fără religie | 0,1% (17.066)            | 0% (386)           |

### Educație

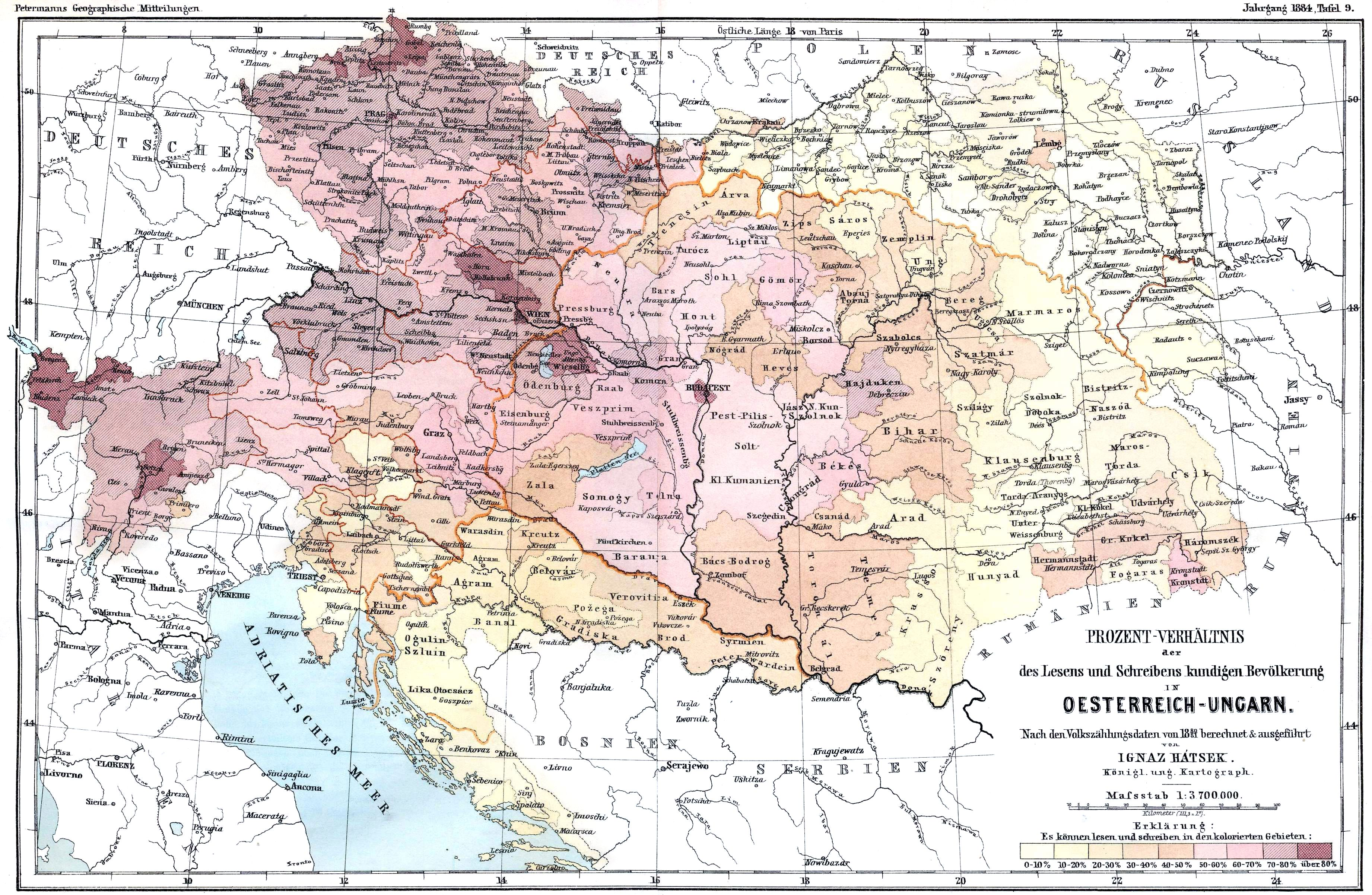
Rata alfabetismului în Austro-Ungaria la recensământul din 1880

În domeniul educației generale, s-a ajuns prin școala obligatorie la un recul constant al analfabetismului existent frecvent în special în părțile estice și sudice ale Dublei Monarhii. Cu toate acestea, analfabetismul a rămas mai departe o problemă serioasă a politicilor de educație și a împiedicat participarea unor largi segmente de populație la viața socială și politică.
Procentajele analfabeților (Persoane în vârstă de peste 6 ani):
|                     | 1880 | 1900 | Scădera absolută a ratei analfabeților din 1880 până în 1900 | Scădera relativă a ratei analfabeților din 1880 până în 1900 |
| ------------------- | ---- | ---- | ------------------------------------------------------------ | ------------------------------------------------------------ |
| Cisleithania        | 34,4 | 27,4 | 7                                                            | 20,3                                                         |
| Boemia              | 8,5  | 5,3  | 3,2                                                          | 37,6                                                         |
| Dalmația            | 87,3 | 73,6 | 13,7                                                         | 15,7                                                         |
| Galiția             | 77,1 | 63,9 | 13,2                                                         | 17,1                                                         |
| Austria de Jos      | 8,5  | 6    | 2,5                                                          | 29,4                                                         |
| Austria de Sus      | 8,6  | 5,8  | 2,8                                                          | 32,6                                                         |
| Bucovina            | 87,5 | 65,2 | 22,3                                                         | 25,5                                                         |
| Carintia            | 39,6 | 24   | 15,6                                                         | 39,4                                                         |
| Craina              | 45,4 | 31,4 | 14,1                                                         | 30,8                                                         |
| Salzburg            | 11,7 | 8,7  | 3                                                            | 25,6                                                         |
| Silezia austriacă   | 11,8 | 11,2 | 0,6                                                          | 5,1                                                          |
| Stiria              | 27,8 | 18   | 9,8                                                          | 35,3                                                         |
| Moravia             | 10,4 | 7,8  | 2,6                                                          | 25                                                           |
| Tirol și Vorarlberg | 9,7  | 7,1  | 2,6                                                          | 26,8                                                         |
| Litoralul austriac  | 56,8 | 38,2 | 18,6                                                         | 32,7                                                         |
| Transleithania      | 58,8 | 41   | 17,8                                                         | 30,3                                                         |

Pe lângă sistemul școlar public de bază exista un sistemul școlar paralel pentru copiii militarilor, care a fost organizat special pentru cerințele militare. 

### Problema naționalităților și concepte de reformă

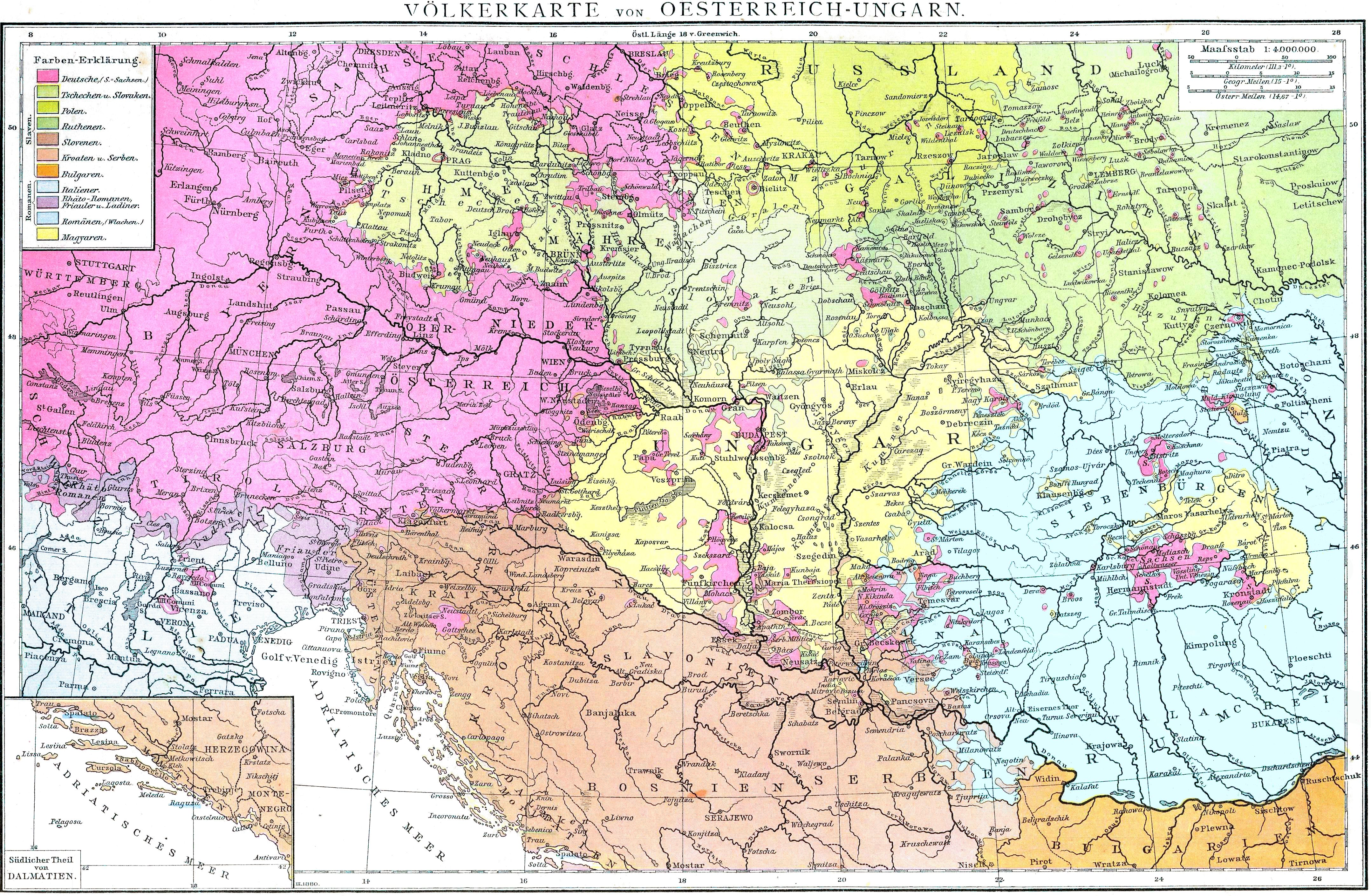
Harta etnică a Austro-Ungariei (după recensământul din 1880) potrivit Andrees Handatlas, 1881

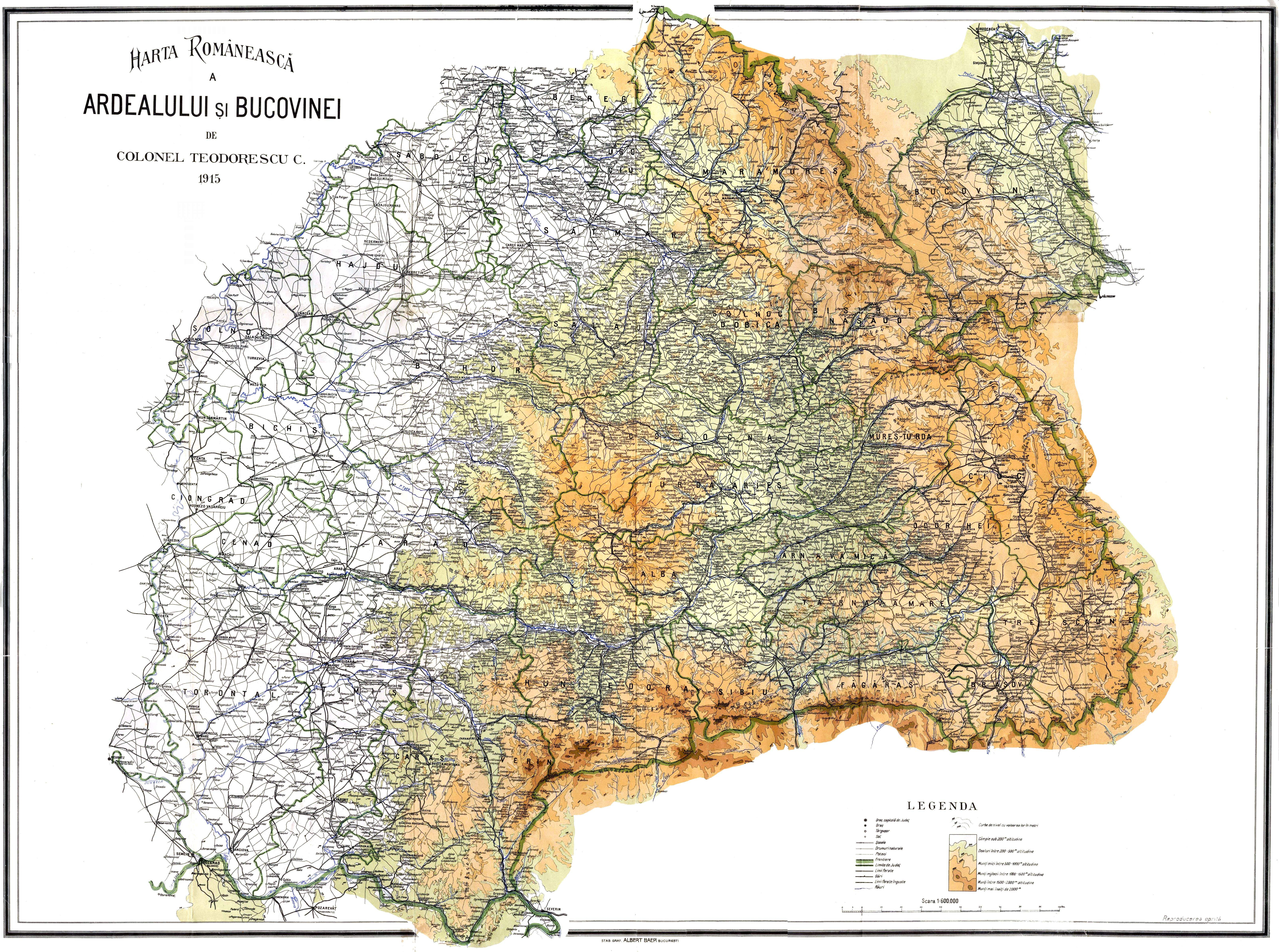
Harta regiunilor austro-ungare locuite de români.
Sursă: William R. Shepherd: Historical Atlas.

Problema naționalităților în Monarhia Habsburgică s-a dezvoltat într-o întrebare existențială cel mai târziu începând cu anul revoluționar 1848 prin naționalismul în creștere, care a cuprins și populațiile lipsite de istorie. Într-o Europă a statelor naționale în curs de constituire, în care naționalismul era simțit drept cea mai puternică forță politică, statul supranațional și multinațional al Habsburgilor s-a dezvoltat tot mai mult în ochii celor mai mulți europeni, dar și a multora dintre locuitorii lui, ca un anacronism neviabil. Întrebarea dacă problema naționalităților Monarhiei Habsburgice ar fi putut fi cu adevărat soluționată primește astăzi în principiu răspunsuri mai degrabă afirmative decât negative.
Concepte de reformă pentru salvarea monarhiei au fost dezvoltate destul, însă erau adesea nefezabile și nepractice. Unul dintre aceste concepte a fost chiar implementat în 1867: Compromisul cu Ungaria. Realizarea dualismului s-a făcut însă din cauza dificultății în care intrase hegemonia germană în Austria după înfrângerile din războiul italian și din războiul austro-prusac. Spre deosebire de unificarea Germaniei și de unificarea Italiei prin care au apărut două noi state naționale, în cazul Monarhiei Dunărene s-a implementat doar un pur compromis la nivelul puterii cu maghiarii. Puterea asupra celorlalte popoare ale monarhiei, care constituiau o majoritate în cadrul populației totale, era împărțită între Viena și Budapesta. Maghiarii au dobândit astfel, ca națiunea cea mai dezvoltată pe lângă nemți, și o poziție dominantă pe care, în deceniile care au urmat, au apărat-o cu maximă dâzenie și inflexibiltate. Până la prăbușirea finală a monarhiei, prin politicile sale de maghiarizare forțată și prin dreptul său de vot restrictiv, Ungaria a fost unul dintre cele mai reacționare state ale Europei. Transleithania a fost un pretins stat național deoarece, în ciuda compoziției sale naționale amestecate, era guvernată ca un stat național.
În Cisleithania, jurisdicția și guvernarea au făcut dovadă de o atitudine considerabil mai justă față de naționalitățile slave și romanice, „chiar dacă politica de guvernământ a austriecilor față de sloveni în Stiria de Jos și, până puțin înainte de începerea războiului, de asemenea în Craina, precum și excesele partidului Alldeutsche Vereinigung în Boemia în particular ar putea fi prezentate drept multiple contraexemple.” Mai răul tratament aplicat minorităților naționale din Ungaria nu avea un fundament constituțional, ci își avea originea în rutina autorităților, în greșelile justiției, administrației și politicii.

Trialismul în concepția lui Heinrich Hanau, Viena 1909

Cum și în jumătatea austriacă a Dublei Monarhii relațiile, în special între germani și cehi, s-au înrăutățit progresiv, cererile pentru o reformare a monarhiei s-au făcut tot mai presante. În timpul celei mai mari părți a ultimelor două generații ale Dublei Monarhii, pe primul loc al planurilor de reformă s-a aflat programul trialist al slavilor de sud, în a cărui formă conservativă slovenii nu erau incluși.
Prin acest plan, ar fi trebuit ca, pe lângă partea austriacă și cea maghiară a monarhiei, să fie înființată o a treia parte sub conducere croată, croații fiind grupul de slavi meridionali cel mai numeros și cu cea mai puternică tradiție istorică din Monarhia Habsburgică. Acest stat al slavilor de sud ar fi trebuit, în interesul întregii monarhii, pe de o parte să slăbească Ungaria și pe de altă parte să contracareze ambițiile sârbilor de a crea Serbia Mare.
Însă trialismul a exclus o soluție cuprinzătoare a problemei naționalităților. Trialismul croat a luat în considerare, ca planul lui Hohenwart de reconciliere a cehilor din 1871, doar statutul național al unui singur grup etnic minoritar. Însă chestiunea naționalităților în Dubla Monarhie era atât de complicată, încât tratarea ei la nivelul unei singure naționalități le influența evident pe toate celelalte.

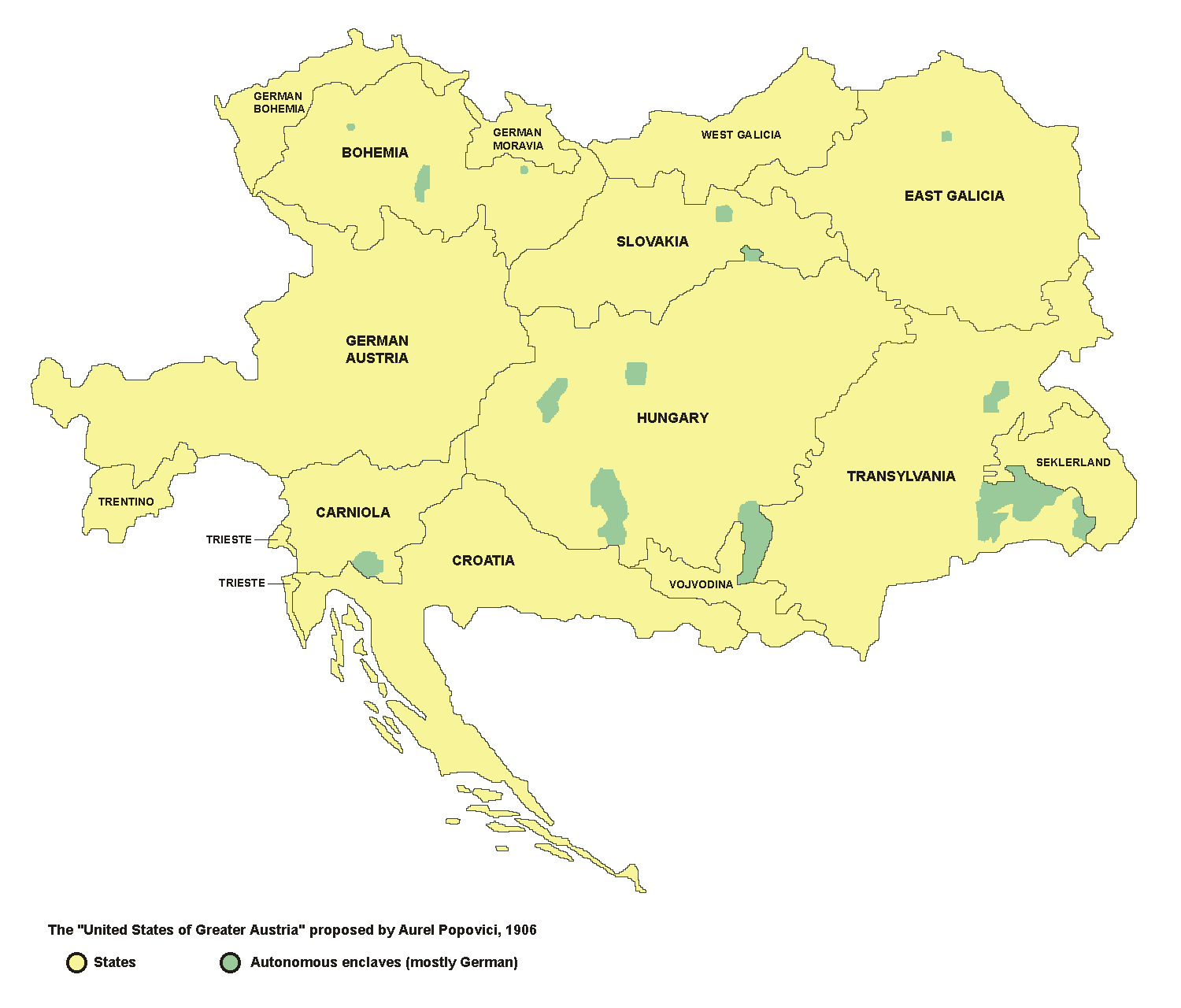
Statele Unite ale Austriei Mari în concepția lui Aurel Popovici, 1906

În ultimele decenii ale monarhiei, prin antagonismul sâbilor și al celorlalți slavi de sud legați de ei, pe lângă refuzul natural al Ungariei, conceptul de trialism a avut oricum puține șanse de realizare. 
Pe lângă cercurile conservatoare croate, trialismul a avut uneori drept susținător și pe urmașul la tron, pe Francisc Ferdinand; așa s-a dezvoltat planul de reformă al acestuia, care a dus însă aproape în direcția unei federalizări complete. Planurile sale îndreptate împotriva Ungariei vizau în primul rând minoritățile Transleithaniei, nu pentru că acestea ar fi fost discriminate, ci pentru că arhiducele le considera loiale statului. Însă acest țel al federalismului țărilor coroanei favorizat în primul rând de Francisc Ferdnand, care nu acorda nici o considerație relațiilor etnice, nu putea nicicum să se realizeze.
În sfrâșit, urmașul la tron a ajuns în punctul de cristalizare al mișcării Austriei Mari, care plănuia o federalizare a tuturor popoarelor Dublei Monarhii pe baze etnice, deși la urma urmei el nu a putut fi întru totul de acord nici cu suportul ideologic pronunțat al acesteia, adică cu conceptul de federalizare a lui Aurel Popovici. Tehnic, Francisc Ferdinand nu s-a hotărât niciodată pentru unul dintre aceste planuri, intențiile sale se contraziceau uneori și erau adesea confuze. El a urmat un parcurs în zigzag între un federalism etnic și unul istoric-tradițional, se întorcea câteodată înapoi la trialism și a sprijinit un fel de centralism diminuat.
În 1905, prin așa-numitul Compromis morav, au fost stabilite patru legi regionale, care trebuiau să ușureze soluționarea problemei naționale germano-cehe și să conducă astfel la un Compromis austro-ceh.
Cunoscutul principiu al personalității a lui Karl Renner prevedea o împărțire teritorială în cercuri / departamente (de. Kreise), în care statutul autonom depindea de indivizii propriu-ziși.
În esență, lupta naționalităților înainte de 1914, chiar și în formele sale radicale, cu excepția propagandei Uniunii Tuturor Germanilor, a sâbilor și, în parte, a italienilor și a rutenilor, s-a concentrat cu precădere asupra reformării Dublei Monarhii, nu asupra scopurilor și metodelor care ar fi putut duce la soluționarea acestei reforme. Însă în 1914, Dubla Monarhie era încă foarte departe de realizarea unui compromis național care să satisfacă cu adevărat toate părțile. Pentru ca un posibil stat federal habsburgic format cel mai adesea din părți de națiuni să poată exista, chiar și conceptele de federalizare trebuiau să dea greș.

### Politica de maghiarizare în Ungaria

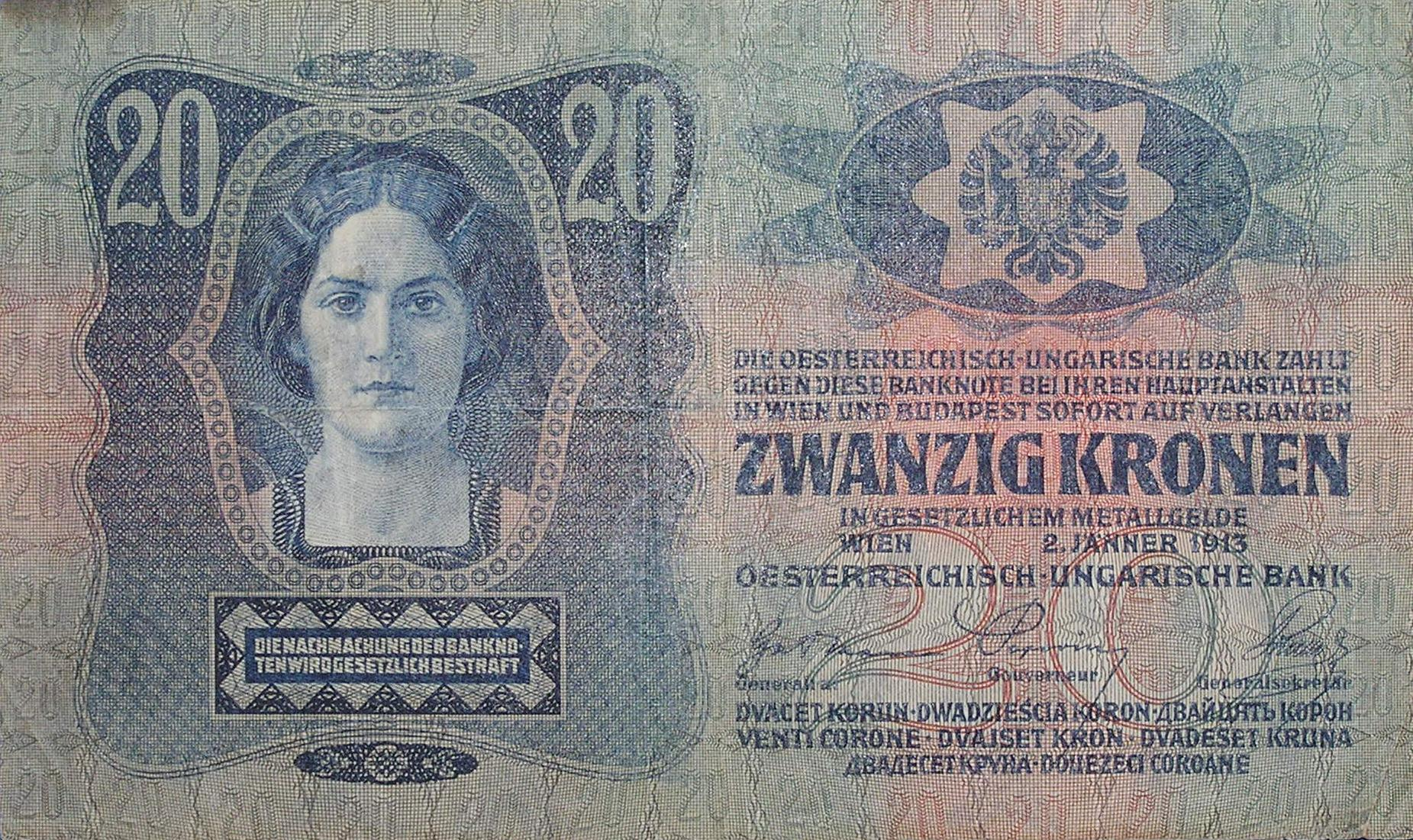
Bancnota de 20 de coroane a Austro-Ungarie din 1913 — aversul, corespunzând Cisleithaniei, este inscripționat în germană și în celelalte limbi ale părții austriece a monarhiei (cehă, poloneză, ruteană, italiană, slovenă, croată, sârbă și română)

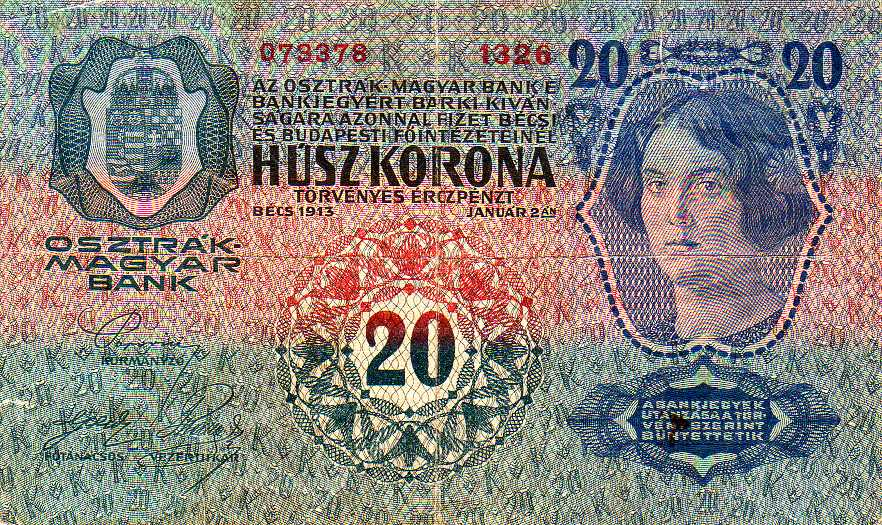
Aceeași bancnotă de 20 de coroane a Austro-Ungarie din 1913 — reversul, corespunzând Transleithaniei, doar în maghiară

După compromisul cu Austria, s-a ajuns în cadrul jumătății maghiare a monarhiei, în 1868, la un compromis croato-maghiar, prin care Croației și Slavoniei li s-a acordat o autonomie limitată. Însă în celelalte părți ale Ungariei, tensiunile dintre diversele grupuri etnice s-au acutizat.
La baza încordării relațiilor s-a găsit atât politica de maghiarizare a guvernului ungar, cât și creșterea intoleranței între diversele naționalități. Spre deosebire de minoritățile slovace și române care trăiau în Regatul Ungariei, naționalismul maghiarilor avea de partea sa puterea statului, ceea ce îi dădea o poziție de forță superioară, deși etnicii maghiari nu reprezentau decât jumătate din populație.
Într-o astfel de atmosferă, transplantarea legislației referitoare la minorități nu avea nici un succes. Legea naționalităților din 1868 determina doar maghiara ca limbă de stat, dar autoriza folosirea limbilor minorităților la nivel regional, local și ecleziastic. Însă adesea această lege nu a fost pusă în practică, iar minoritățile s-au văzut abandonate tentativelor de asimilare. Începând cu 1875, sub Ministerpräsident-ul Kálmán Tisza (1875–1890), a fost condusă o riguroasă politică de maghiarizare pentru a face unguri din toți ne-ungurii în 40 de ani.
Încă din anul 1848, membrii slovaci ai Parlamentului maghiar au luat inițiativa de a se ridica, sprijinindu-l pe împărat, împotriva politicii de maghiarizare. O declarație intitulată „Cererile națiunii slovace“ a fost înaintată împăratului și guvernului național revoluționar maghiar. Se susținea federalizarea Ungariei, constituirea unei unități etno-politice, stabilirea granițelor slovace, o dietă proprie, o gardă națională slovacă, simboluri naționale, dreptul de a utiliza limba slovacă în administrație, sufragiu universal și o reprezentare cu drepturi egale celorlalți aleși în Dieta Ungariei.
În aceste condiții, maghiarii și-au văzut pusă în pericol puterea în Ungaria de Sus, cum numeau atunci Slovacia de astăzi, și au reacționat prin legea marțială și prin ordine de arestare împotriva conducatorilor slovaci. În Viena și în Boemia s-au format guverne slovace în exil, însă speranțele slovacilor au fost înșelate. După revoluție, Ungaria și-a pătrat administrația centralizată. Compromisul din 1867 a lăsat în întregime minoritățile la discreția politicilor de maghiarizare ale Budapestei. Între 1881 și 1901, slovacii nu au avut nici un reprezentant în parlamentul ungar și chiar și după aceea erau reprezentați în proprție mai mică decât proporția slovacilor în ansamblul populației Transleithaniei. Încercările Budapestei dinainte și din timpul Primului Război Mondial de a contracara prin concesii naționalismul în expansiune al sârbilor și al românilor au venit prea târziu.
Riguroasa politică de maghiarizare, care a avut succes în special în rândul populațiilor de limbă slovacă și germană ale Transleithanei, a făcut ca partea maghiară a populației să crească până la abia ceva mai mult de jumătate din populația totală. Între 1880 și 1910, procentul cetățenilor Ungariei care se declarau maghiari (fără a-i pune la socoteală pe croați) a crescut de la 44,9% la 54,6%. Cu ajutorul unui drept de vot reacționar, care permitea participarea la vot doar părții privilegiate a populației, în 1913 numai 7,7% din populație avea dreptul de a alege (sau de a ocupa o funcție publică). Cu puțin timp înainte de sfârșitul războiului, o pseudo-reformă susținea dreptul de vot a 13% din populație. Prin aceasta, structura reacționară a statului multinațional maghiar a fost cimentată.

### Emigrarea din Austro-Ungaria

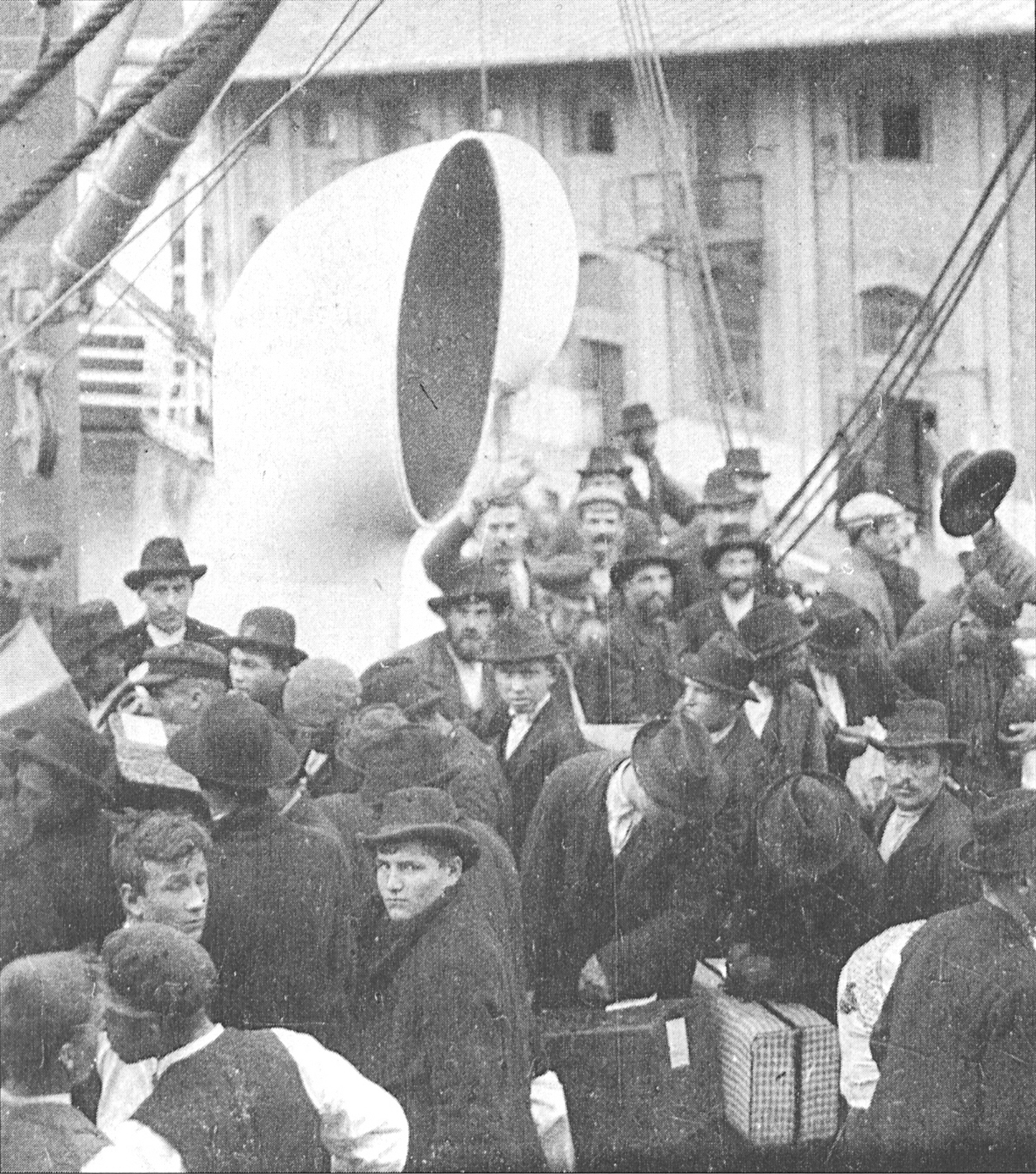
Emigranți din Austro-Ungaria pe o navă a companiei Austro-Americana în Triest

Între 1876 și 1910, au emigrat aproximativ 3,5 milioane (după alte cifre până la 4 milioane) de locuitori ai Dublei Monarhii. Erau săraci, fără un loc de muncă și sperau să găsească într-o altă țară condiții de trai mai bune. Circa 1,8 milioane de oameni au plecat din jumătatea cisleithanică a monarhie, iar în jur de 1,7 milioane au plecat din Transleithania. Aproape trei milioane dintre ei au avut ca destinație Statele Unite ale Americii, 358.000 de persoane au ales ca nouă patrie Argentina, 158.000 au plecat în Canada, 64.000 în Brazilia și 4.000 au emigrat în Australia. Restul s-au împărțit între alte țări.
Doar în anul 1907 circa o jumătate de milion de oameni și-a părăsit patria. Guvernele Cisleithaniei și Transleithaniei erau îngrijorate de faptul că printre emigranți se găseau mulți băbați tineri, capabili de muncă. Între 1901 și 1905, doar în Austria emigranții au scos la licitație publică 65.603 proprietăți, dintre care 45.530 mici parcele. Emigranții au scris adesea cu entuziasm „de dincolo” cunoscuților și mebrilor familiei rămași în urmă – uneori scrisorile cuprindeau bilete de vapor deja plătite.
Cele mai importante porturi de plecare pentru emigranți erau Hamburg și Bremerhaven, unde acostau navele marilor companii maritime Norddeutscher Lloyd și Hamburg-Amerika-Linie. La mijlocul secolului al XIX-lea, o călătorie până la New York, făcută cu una dintre primele nave cu aburi, dura încă în jur de o lună, însă în 1900 călătoria pe vreme bună ținea doar o săptămână. Din Triest, cu Austro-Americana, călătoria dura 15 zile. Anual se făceau între 32 și 38 de călătorii în SUA. Condițiile de călătorie pentru cei mai săraci dintre emigranți erau adesea mizerabile. Pentru companiile maritime, care nu aveau mari cheltuieli cu confortul pasagerilor mai puțin avuți, afacerea cu emigranții era extrem de lucrativă și, prin urmare, foarte concurențială.
Cei mai mulți emigranți erau din Galiția (din estul Poloniei și din vestul Ucrainei de astăzi). Din 1907 până în 1912 emigraseră 350.000 de oameni din Galiția, după cum reiese dintr-o interpelare a reprezentaților polonezi ai Consiliului Imperial adresată diverselor minstere ale Cisleithaniei în 12 martie 1912.

## Economie

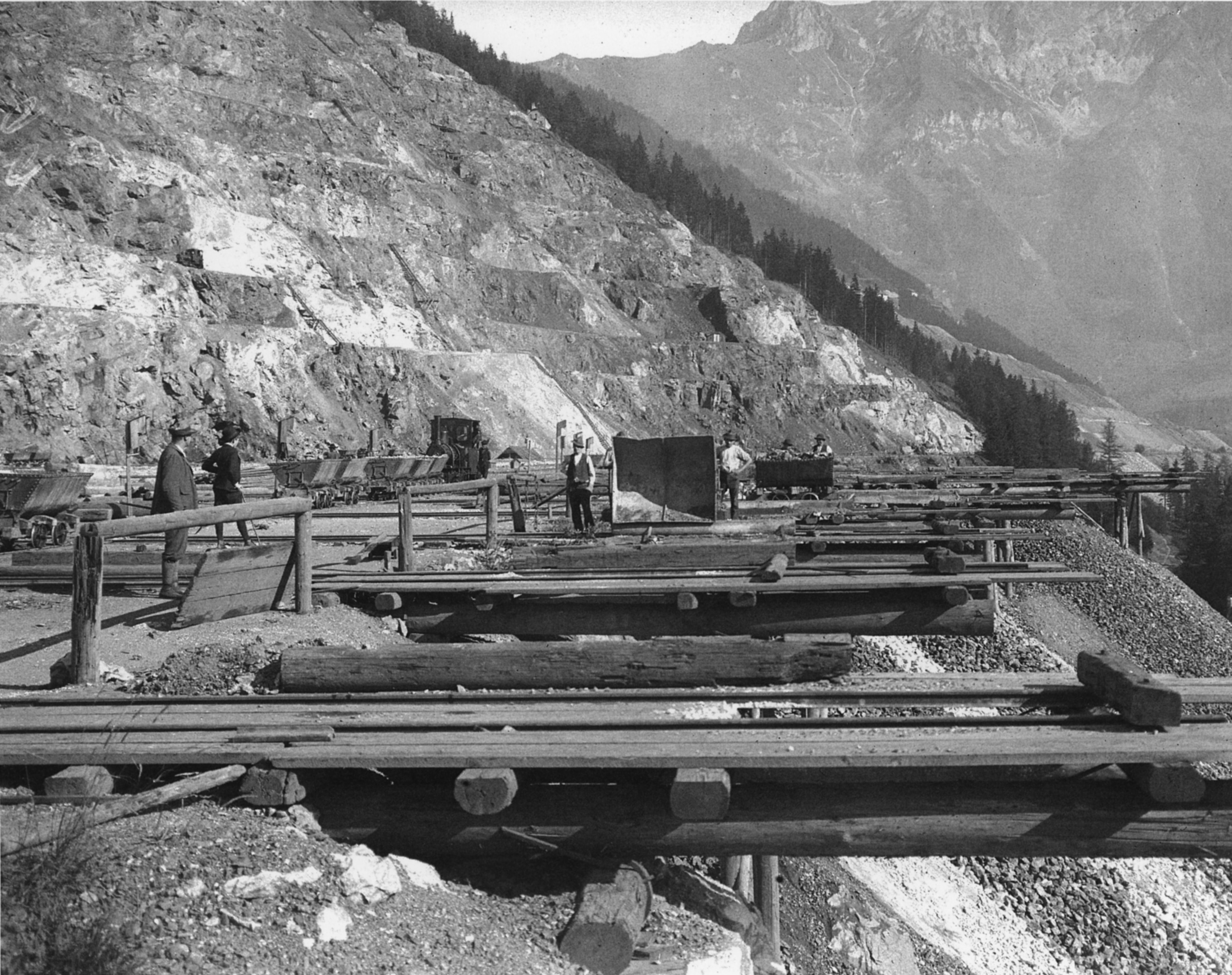
Mina Erzberg (1910)

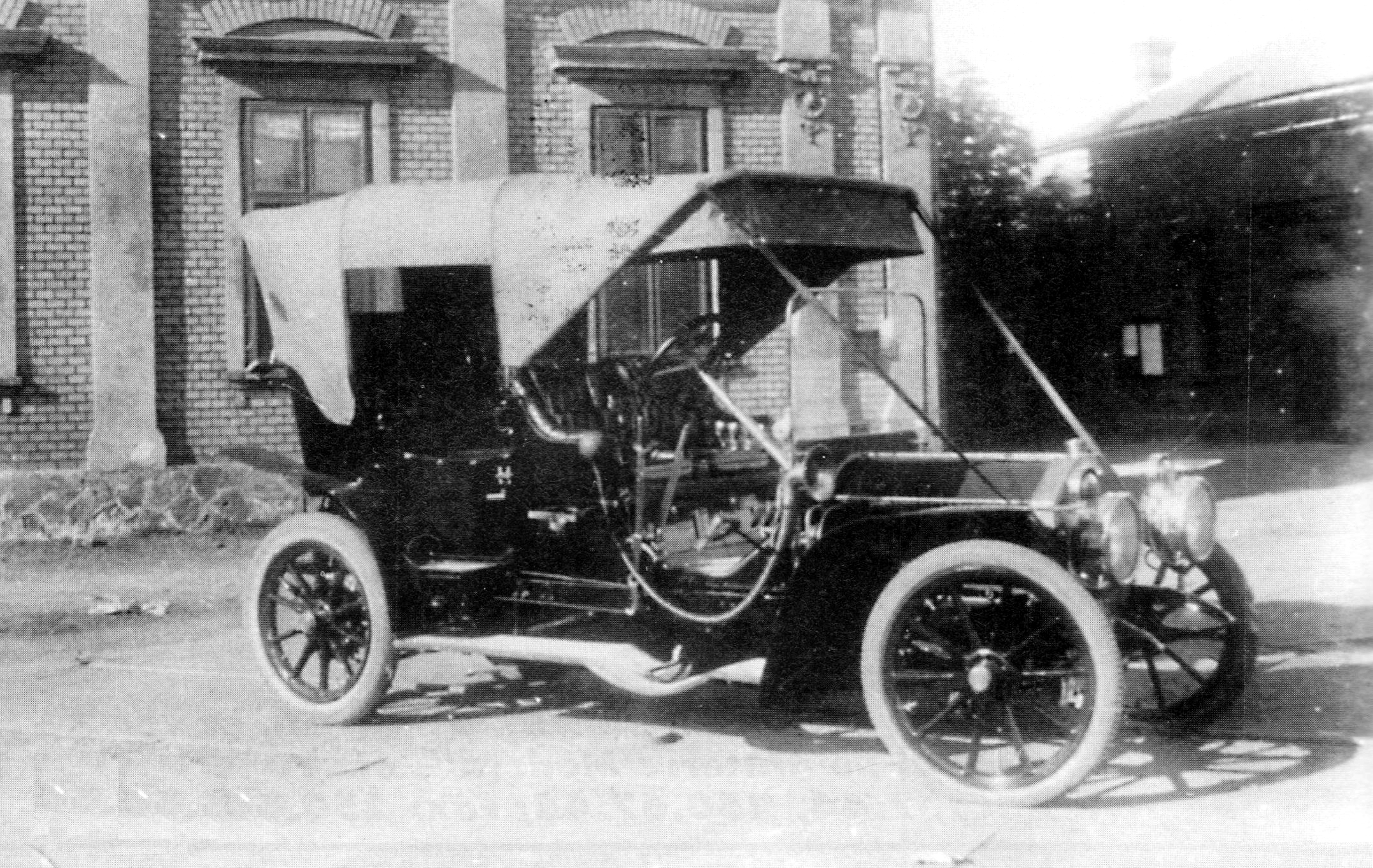
Automobil austro-ungar Marta făcut la Arad (1910)

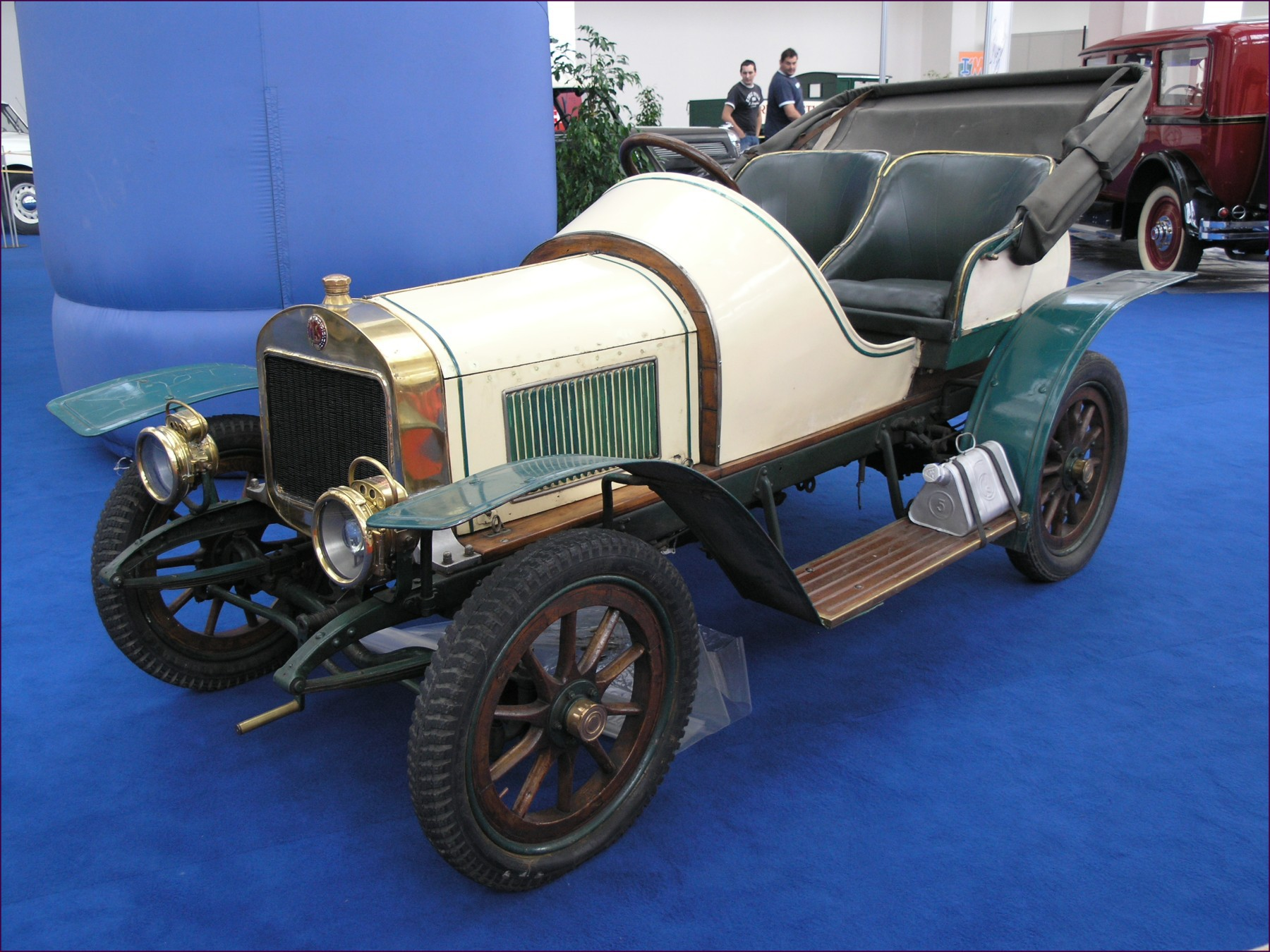
Automobil austro-ungar Laurin & Klement BS (1907)

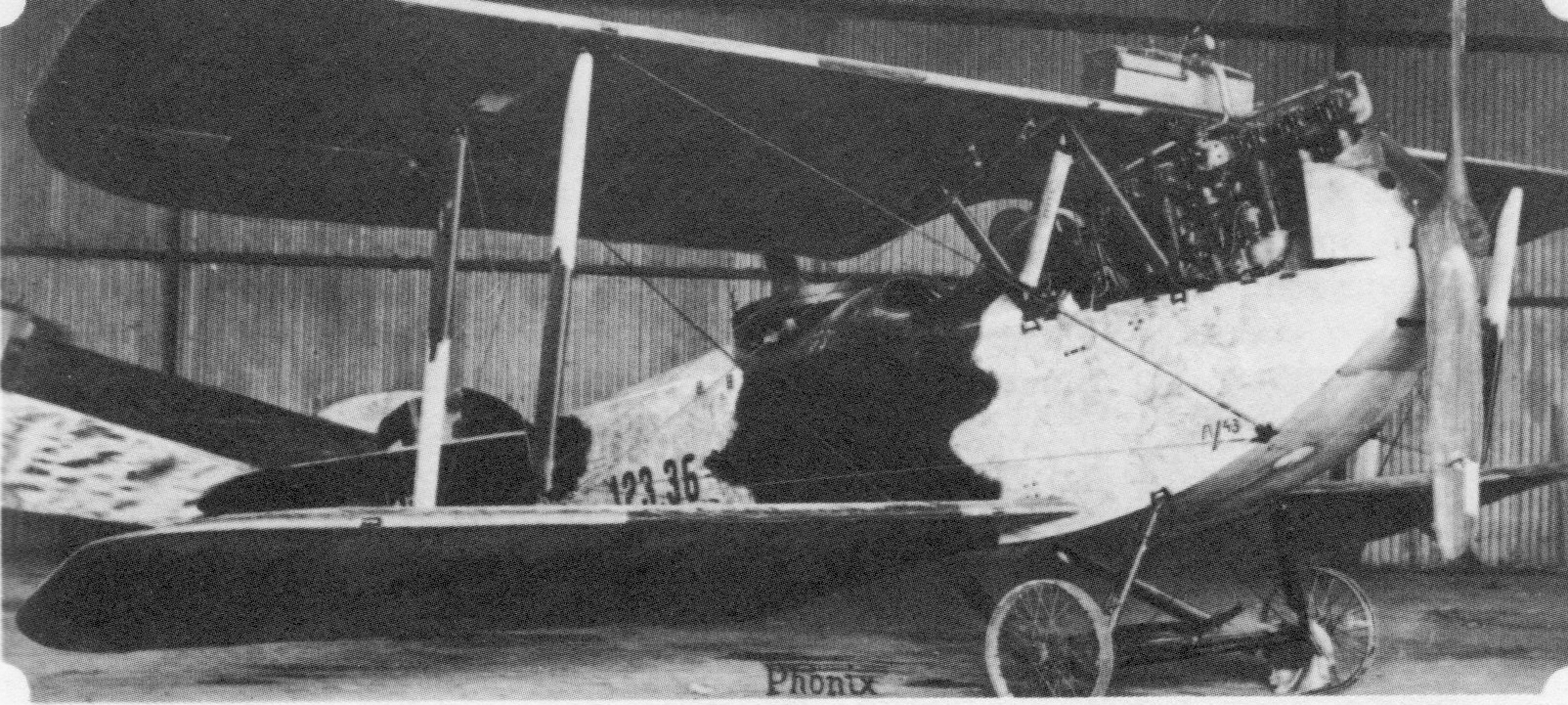
Avion de vânătoare austro-ungar UFAG C.I (1917)

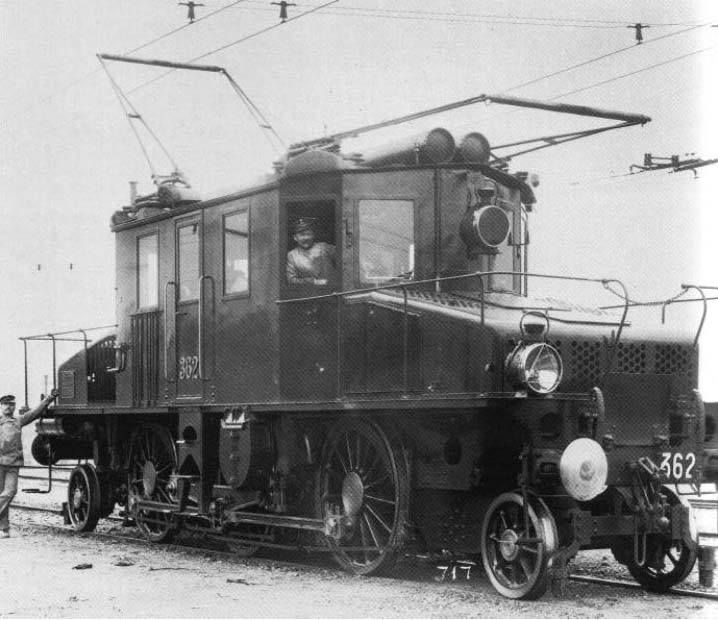
Locomotiva electrică RA 362 fabricată de Ganz pentru rețeaua Adriatica/Italia (1905)

În comparație cu Germania și cu statele vest-europene, jumătatea austriacă a Dublei Monarhii era înapoiată, însă, chiar și așa, era în mod clar cu mult mai dezvoltată decât jumătatea maghiară, profund rurală și agrară. Înapoierea față de Germania, resimțită încă din prima jumătate a secolului al XIX-lea, se datora printre altele eliberării întârziate a iobagilor (în Imperiul Austriac, iobăgia a fost abolită în 1848) și adoptării târzii a libertății economice (eliminarea sistemului breslelor a avut loc în 1859, aproximativ 50 de ani mai târziu decât în Prusia). Pe lângă acestea, dezvoltarea economică a fost împiedicată și de un sistem protector de taxe vamale, precum și de o vamă internă cu Ungaria, care au izolat Dubla Monarhie de economia mondială.

### Minerit
Profiturile din minerit se ridicau în 1889 la 78,81 milioane florini. Cele mai importante materii prime exploatate erau lignitul, huila și sarea. De însemnătate mai erau și grafitul, plumbul și zincul. În ce privește metalele prețioase, în Austro-Ungaria au putut fi exploatate 3543,5 tone de argint. Exploatarea aurului era neînsemnată – în 1889 au fost extrase doar 13 kg de aur.

### Industria petrolului
Austro-Ungaria dispunea în Galiția de considerabile rezerve de petrol, care au fost puternic exploatate de la sfârșitul secolului al XIX-lea. Înainte de Primul Război Mondial, Dubla Monarhie avea cele mai mari zăcăminte de petrol cunoscute din Europa și s-a ridicat în 1912, printr-o producție de 2,9 milioane de tone, pe locul al treilea în ierarhia mondială a producătorilor de petrol (după SUA și Imperiul Rus).

### Industrie
Economia austro-ungară s-a schimbat considerabil între 1867 și 1918. Inovațiile tehnologice au grăbit atât industrializarea cât și urbanizarea. În vreme ce vechile instituții ale sistemului feudal dispăreau progresiv, capitalismul s-a extins pe întreaga întindere a Monarhiei Dunărene. În primul rând s-au constituit centre economice cu precădere în jurul capitalei Viena, în Stiria de Sus, în Vorarlberg și în Boemia, înainte ca, în decursul celei de-a doua jumătăți a secolului al XIX-lea, industrializarea să pătrundă și în Ungaria centrală și în regiunea Carpaților. Drept urmare, au existat enorme diferențe la nivelul dezvoltării economice pe cuprinsul monarhiei, ceea ce a făcut ca, în general, regiunile economice occidentale să fie cu mult mai profitabile decât cel răsăritene. Deși până la începutul secolului al XX-lea economia a crescut rapid pe aproape întreaga suprafață a Dublei Monarhii, iar creșterea economică totală era perfect comparabilă cu aceea a celorlalte mari puteri europene, totuși, din cauza startului tardiv al acestei dezvoltări, Austro-Ungaria a rămas în continuare înapoia marilor puteri internaționale. În rândul celor mai importanți parteneri comerciali ai Austro-Ungariei înainte de Primul Război Mondial, pe primul loc, la mare distanță de următorul, se găsea Imperiul German (în 1910, schimburile comerciale cu Imperiul German reprezentau 48 % din totalul exporturilor Austro-Ungariei și 39 % din totalul importurilor), iar pe locul doi se afla Regatul Unit al Marii Britanii și Irlandei (în 1910: aproape 10 % din totalul exporturilor și 8 % din totalul importurilor). În ciuda vecinătății geografice, comerțul cu Imperiul Rus nu avea decât o greutate relativă (în 1910: aproape 3 % din totalul exporturilor și 7 % din totalul importurilor). Principalele mărfuri comercializate erau produsele agricole.
În a doua jumătate a secolului al XIX-lea s-a dezvoltat și în Austro-Ungaria o industrie constructoare de mașini. Această dezvoltare este legată de apariția și de progresul unor firme precum Škoda în Plzeň, Ganz și Csepel (concernul Manfréd Weiss) în Budapesta, MÁVAG în Budapesta și Österreichische Waffenfabriksgesellschaft (ÖWG, mai târziu Steyr-Werke). În timpul Primului Război Mondial, unele dintre aceste societăți au atins dimensiuni considerabile: astfel, ÖWG avea în jur de 15.000 de angajați, Csepel în jur de 30.000, în vreme ce Škoda, în 1917, avea circa 35.000 de oameni sub contract doar în Plzeň.
Spre sfârșitul secolului al XIX-lea a apărut o industrie automobilistică. Printre cei mai importanți reprezentanți ai acesteia se numără Austro-Daimler în Wiener Neustadt, Csepel (Manfréd Weiss) în sectorul omonim din Budapesta, Gräf & Stift în Viena (societate activă și astăzi), Laurin & Klement în Mladá Boleslav, Lohner-Werke în Floridsdorf, MÁG în Budapesta, MARTA în Arad, Nesselsdorfer Wagenbau-Fabriks-Gesellschaft (mai târziu Tatra), Puch în Graz și Rába în Győr (societate activă și astăzi).
Și construcția de avioane a fost intensificată odată cu începutul Primului Război Mondial, însă nu a putut atinge nivelul celorlalte puteri europene. Firme însemnate în producerea de avioane erau OeFFAG (în Wiener Neustadt), Österreich-Ungarische Flugzeugfabrik Aviatik (în Viena), Lohner-Werke (în Floridsdorf), Phönix Flugzeugwerke (în Viena/Wiener Neustadt), Thöne & Fiala (în Viena), Wiener Karosserie- und Flugzeugfabrik (WKF), precum și Ungarische Lloyd Flugzeug- und Motorenfabrik și UFAG/Ungarische Flugzeugfabrik AG (ambele în Budapesta).
Șantierele navale care ieșeau în evidență se găseau mai cu seamă în Triest. Cele mai însemnate șantiere navale erau Stabilimento Tecnico Triestino și Cantiere Navale Triestino. Un important producător de motoare navale era Láng-Werke în Budapesta. Și Škoda și Ganz au produs numeroase componente navale, cum ar fi tunuri și motoare.
Importanți reprezentanți ai industriei electrotehnice care tocmai înmugurea erau Orion și Tungsram (ambele cu sediul în Budapesta).

## Transport

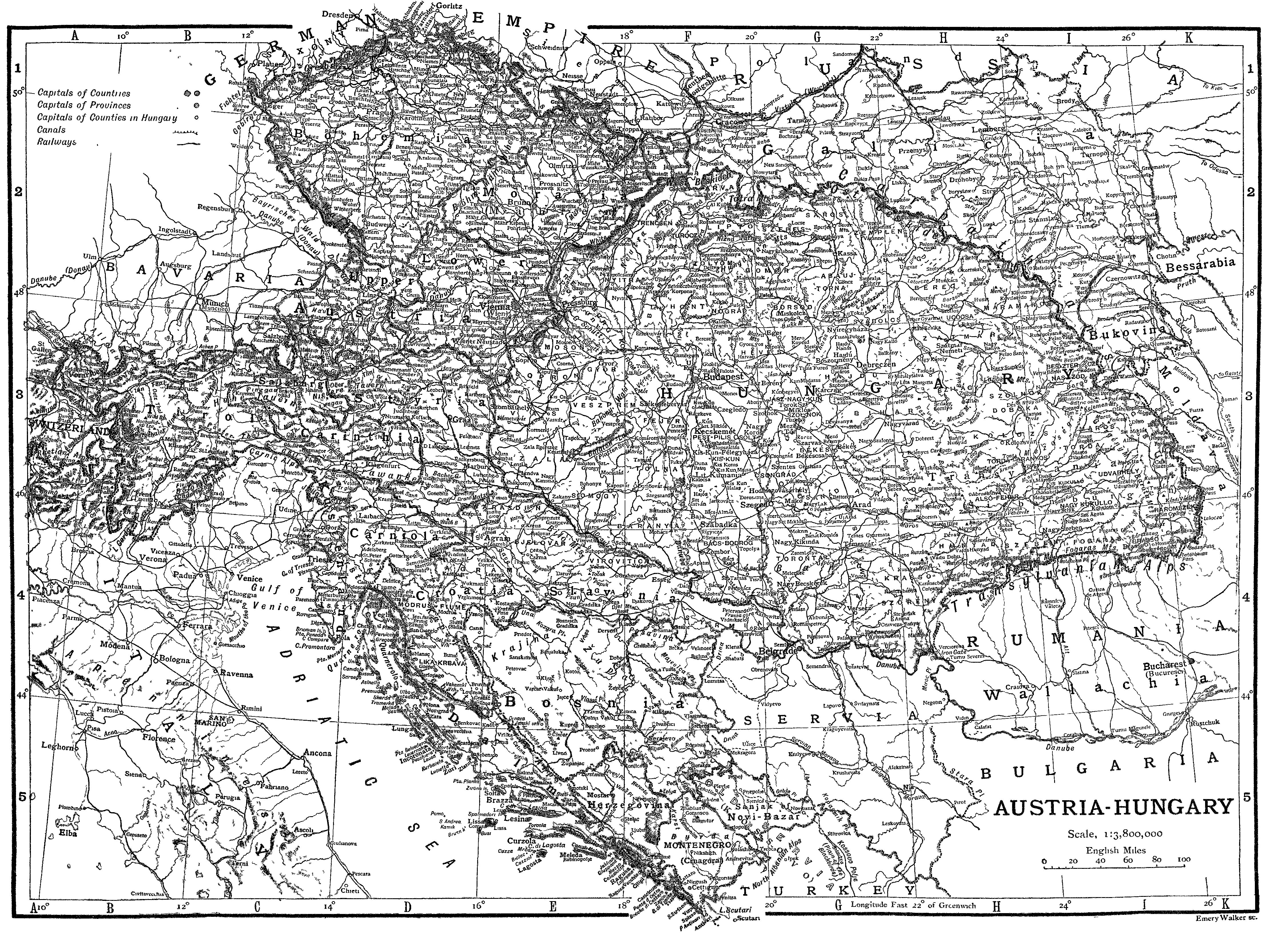
Hartă detaliată a căilor ferate și a canalelor navigabile din Austro-Ungaria în 1910.

### Căi ferate
Transportul pe cale ferată s-a extins rapid în Austro-Ungaria. Deja în statul anterior, în Imperiul Austriac, la Viena a apărut un profund interes pentru legăturile pe cale ferată încă din 1841. La baza lui era faptul că guvernul a recunoscut marele potențial al transportului pe cale ferată în scopuri militare și prin urmare a investit mult în construirea acestei infrastructuri. Centre importante precum Bratislava, Budapesta, Praga, Cracovia, Graz, Ljubljana și Veneția au fost integrate în rețea. În 1854, aproximativ 60–70% din cei 2000 km de linii erau sub controlul statului. Însă din acest moment, guvernul a început să vândă investitorilor privați mari segmente de linie de cale ferată, pentru a ușura povara financiară apărută în urma Revoluției de la 1848 și a Războiului Crimeii. Astfel a fost înființat spre exemplu StEG, sub conducerea întreprinzătorului aromân Gheorghe Sina.
Aproape întreaga rețea de cale ferată a fost preluată de investitori privați între 1854 și 1879. În această perioadă lungimea totală a liniilor s-a extins cu 7952 km în Cisleithania și cu 5839 km în Transleithania, ceea ce a avut ca urmare faptul că noi regiuni au fost deschise rețelei de cale ferată. Din acel moment a fost posibil ca și regiunile foarte îndepărtate să fie accesibile și să fie integrate progresului economic, lucru anterior imposibil de realizat din pricina dependenței transportului de cursurile de apă navigabile.
Începând cu 1857 rețeaua feroviară s-a extins spre est, mai întâi până la Timișoara și Arad, pentru ca în 1868 să ajungă la Alba Iulia, în 1872 la Sibiu, iar în 1873 până la Brașov. Calea ferată Cernăuți–Suceava a fost dată în folosință la 15 decembrie 1869.
Din 1879, în condițiile îngreunării dezvoltării în timpul crizei economice mondiale din anii șaptezeci ai secolului al XIX-lea, guvernele din Cisleithania și din Transleithania au început să renaționalizeze rețeaua de cale ferată. Între 1879 și 1900 peste 25.000 km de noi linii de cale ferată au fost deschiși traficului în Cisleithania și în Transleithania. În această perioadă, prin intermediul dezvoltării căilor ferate, Dubla Monarhie a reușit să reducă costurile de transport intern și să pătrundă pe noi piețe din afara granițelor uniunii.

### Căi navigabile

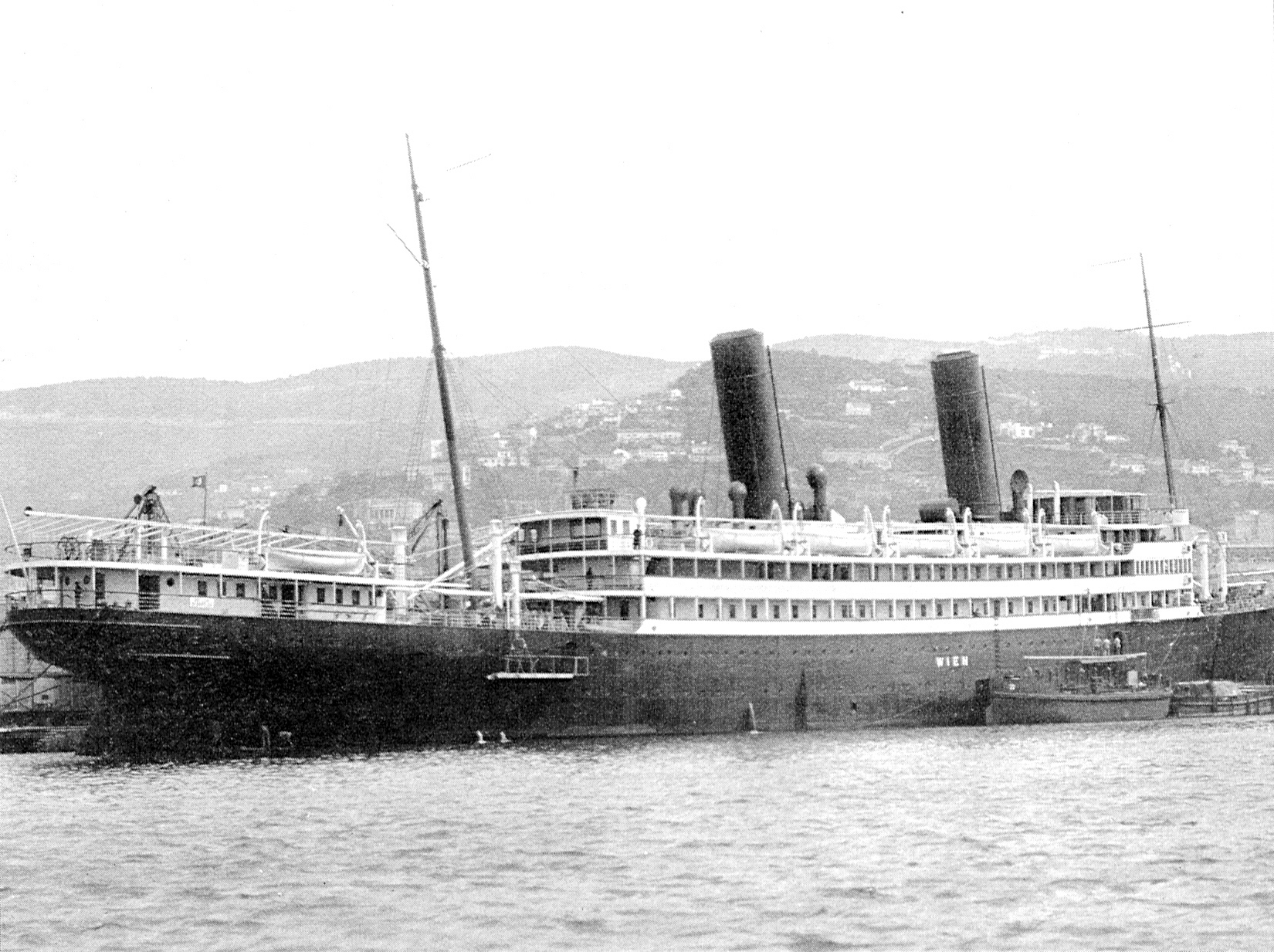
S.S. Wien (7.367 t) a fost una dintre cele mai mari nave de pasageri ale companiei Österreichischen Lloyds și a fost folosită pentru călătorii în Orient.

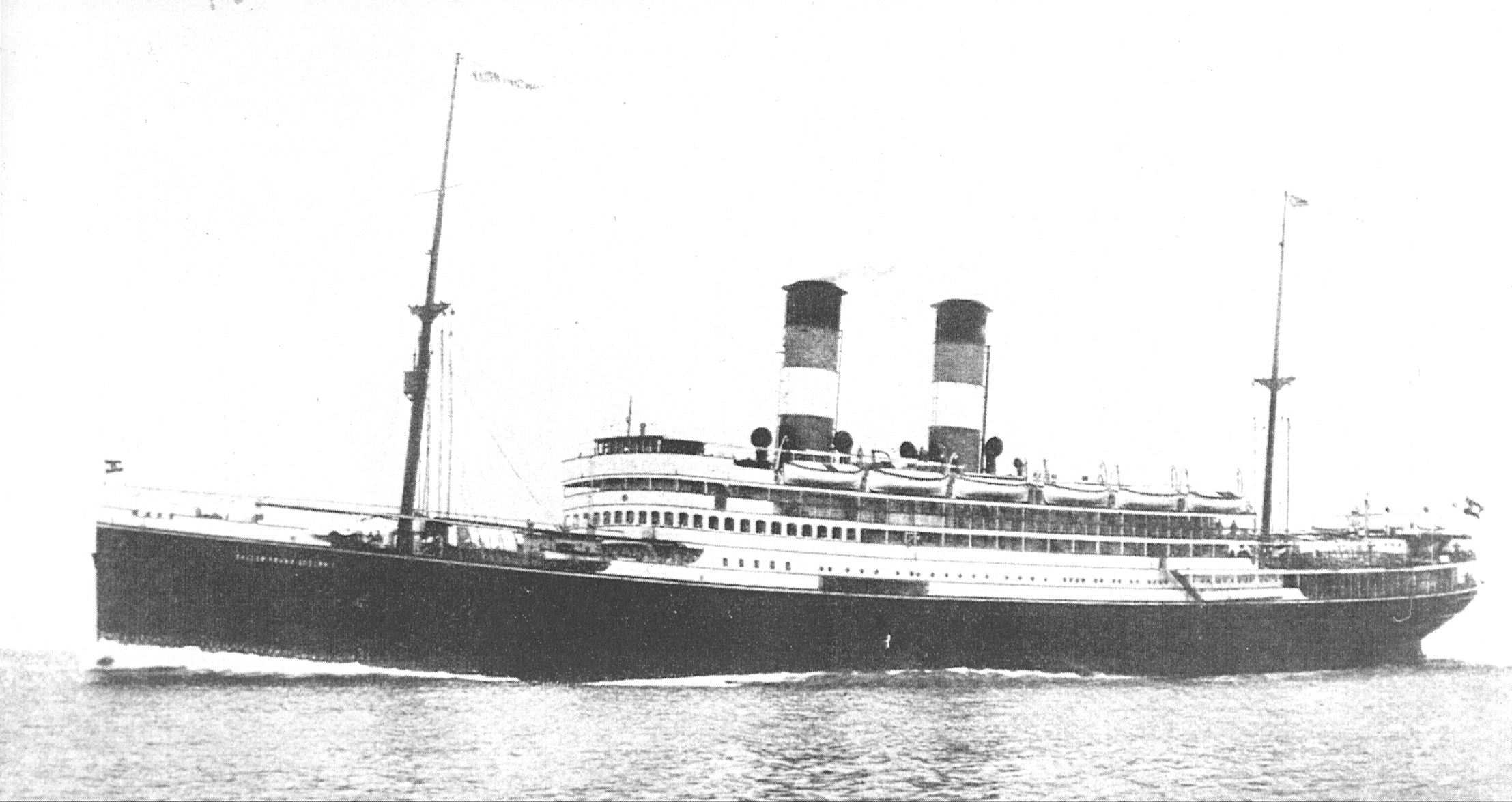
S.S. Kaiser Franz Joseph I. (12.567 t) a companiei Austro-Americana a fost cea mai mare și mai rapidă navă de pasageri construită vreodată în Austro-Ungaria.

În virtuea posesiilor de pe litoralul austriac și din restul Peninsulei Balcanice, Cisleithania avea la dispoziție mai multe porturi marine. Cel mai însemnat dintre ele era Triest, unde își aveau sediul marina comercială austriacă cu două dintre cel mai mari companii ale ei, Österreichischer Lloyd și Austro-Americana, precum și unele șantiere navale, și unde marina de război k. u. k. pregătea și ancora numeroase nave. Ascensiunii portului Triest i-a corespuns declinul Veneției care, încă din perioada 1815-1866, nu mai putea face vreo concureță porturilor și comerțului maritim al Monarhiei Habsburgice, fiind parte a monarhiei. Mai înainte, marina comercială habsburgică nu reușise să dobândească vreo însemnătate în fața marii concurențe a Veneției. Și marina de război k.u.k. a ajuns pentru prima dată să aibă mare importanță în vremea Austro-Ungariei. Fondarea acestor două puteri maritime a eșuat multă vreme mai înainte deoarece Casa de Habsburg-Lorena se confrunta cu o lipsă de bani.
În anul 1889, marina comercială austriacă număra 10.022 de nave, dintre care 7.992 erau nave și bărci de pescuit. Pentru comerțul de coastă și maritim propriu-zis existau 1.859 de veliere având un echipaj total de 6.489 de marinari și o capacitate totală de transport de 140.838 tone, precum și 171 de vapoare a căror capacitate totală de transport era de 96.323 tone și care aveau un echipaj total de 3.199 de marinari. Printr-o lege din 19 iunie 1890, întru sprijinirea construcției în țară a vapoarelor și a velierelor din fier sau oțel folosite în traficul maritim, s-a acordat o dispensă de la plata taxelor de achiziție și de venit pentru o perioadă de 15 ani. Această lege a influențat în special construcția și traficul micilor nave cu abur folosite în Dalmația pentru navigație de coastă.
Erste Donau-Dampfschiffahrts-Gesellschaft (DDSG) a fost, până la sfârșitul Monarhiei Dunărene, cea mai mare companie de transport fluvial din lume, în vreme ce Österreichische Lloyd era una dintre cele mai mari companii maritime a acelor vremuri, cu destinații în orient și, după construirea Canalului Suez, în restul Asiei. Înainte de izbucnirea războiului, aceasta din urmă avea 65 de vapoare mijlocii și mari. Austro-Americana număra doar aproximativ o treime din vapoarele marii concurente, însă avea la dispoziție S.S. Kaiser Franz Joseph I., cea mai mare navă de pasageri a Austro-Ungariei. Spre deosebire de Österreichischen Lloyd, Austro-Americana cârmea aproape exclusiv înspre destinații din America de Nord și de Sud. Până la începutul războiului în 1914, compania a transportat, printre altele, 101.670 emigranți din Austro-Ungaria în Statele Unite.

## Cultură și știință
Avântul economic al Monarhiei Dunărene este legat în special de numele lui Francisc Iosif I, care poate fi citit, ca mai demult, pe inscripțiile multor mărețe clădiri vieneze construite în vremea lui. După ce în 1857 împăratul a ordonat demolarea fortificațiilor medievale ale Vienei, s-a făcut loc pentru un bulevard care să înconjure în întregime centrul orașului. De-a lungul acestui bulevard terminat în 1865 și numit Ringstraße, s-au construit până în pragul Primului Război Mondial nu doar palatele bancherilor bogați și ale marilor industriași, ci și extinderea Hofburgului imperial, mari muzee, care au adăpostit colecțiile imperiale de artă și de mostre naturale, o nouă reședință pentru Reichsrat, un nou sediu pentru Universitatea din Viena, noua primărie, o nouă clădire pentru Teatrul Curții Imperiale și o biserică votivă fondată pentru a comemora salvarea împăratului dintr-un atentat în anul 1853. 

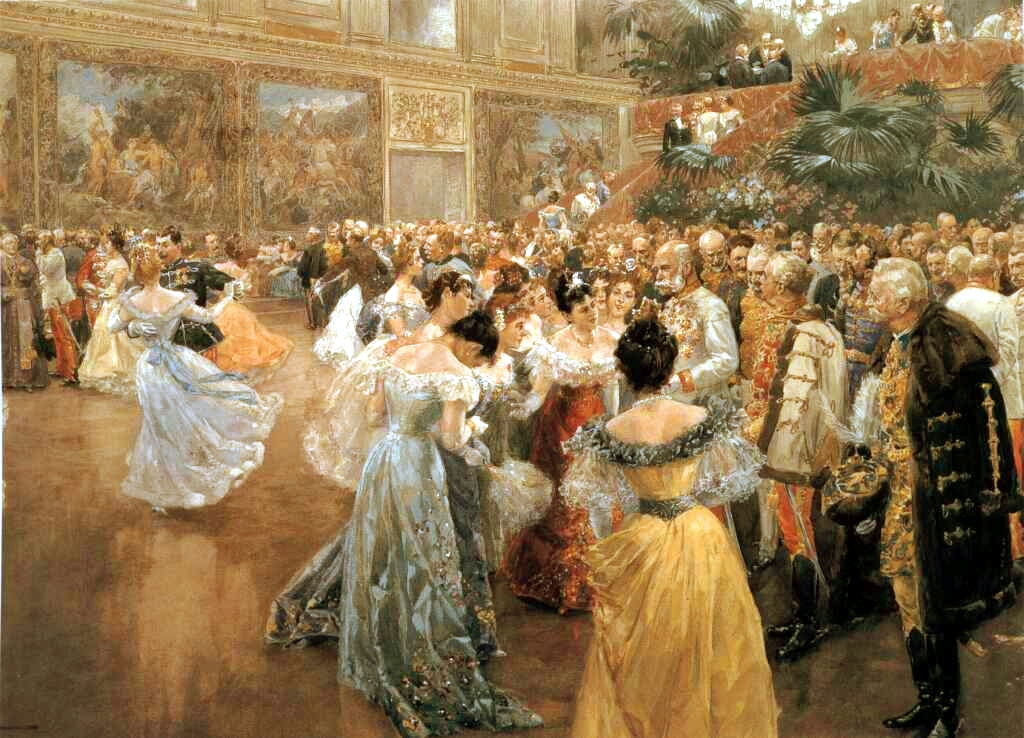
Bal la Hofburg, invitații dansează valsul vienz

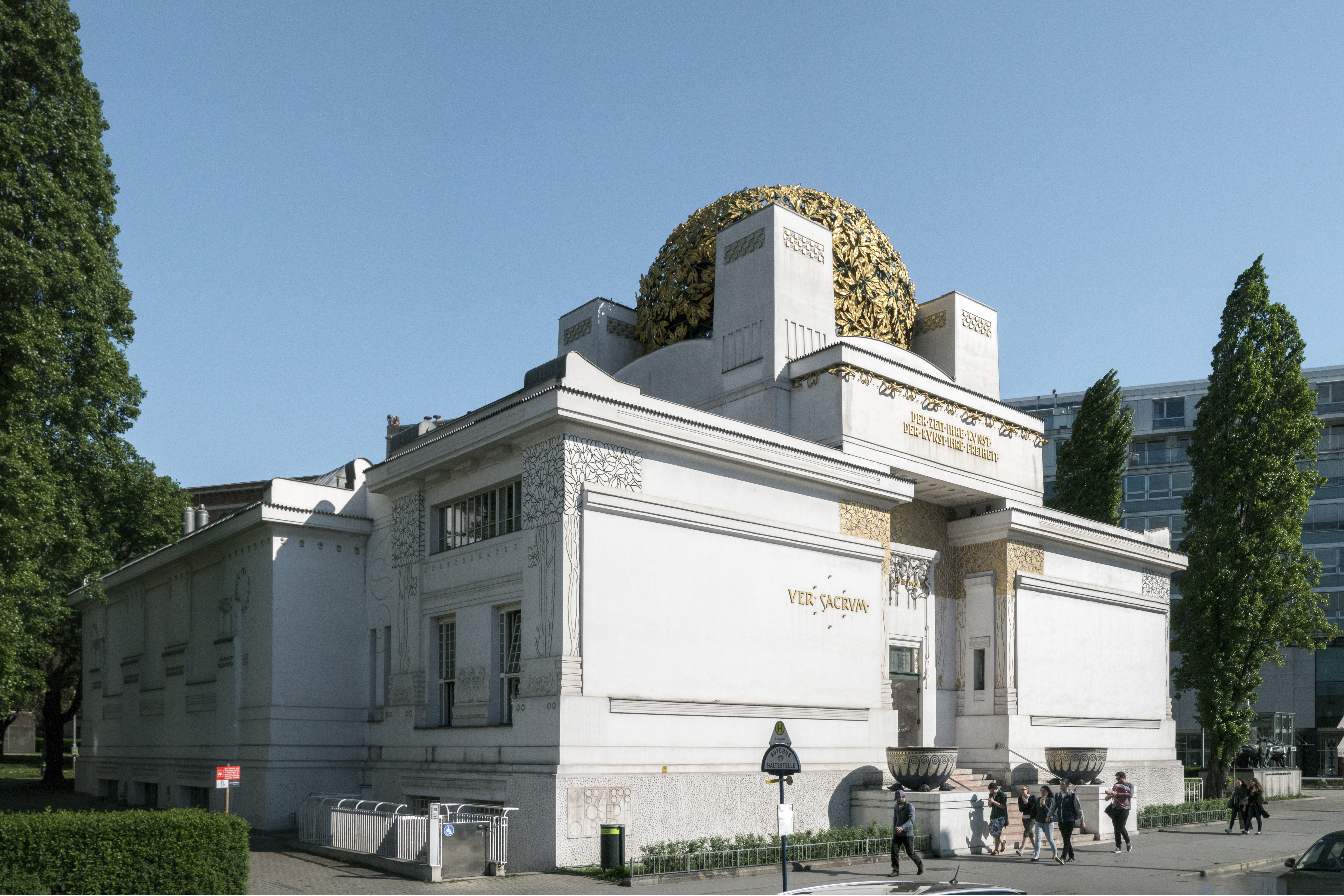
Clădirea Secesiunii vieneze, 1897

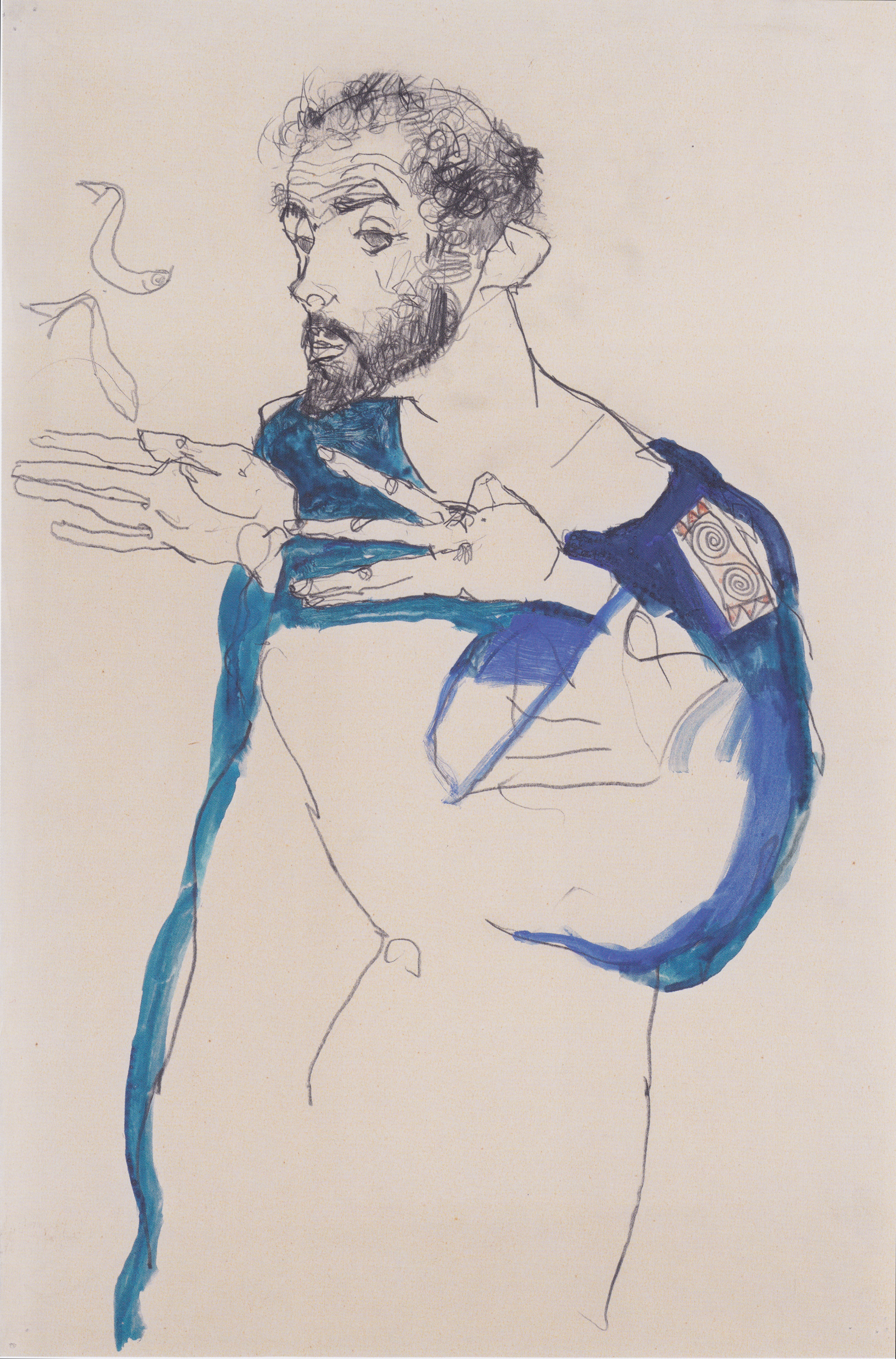
Egon Schiele, Gustav Klimt în halat albastru, 1913

Sinuciderea arhitectului Van der Nüll, co-autor al planurilor Operei din Viena, ca reacție la o critică a împăratului, l-a determinat pe Francisc Iosif să comenteze doar foarte succint și timid faptele culturale. Se zice că, mai tâziu, împăratul își făcea cunoscută părerea la toate evenimentele culturale posibile doar prin fraza stereotipă: „A fost foarte frumos, mi-a plăcut foarte mult!“.
Deși Francisc Iosif I a fost adesea descris ca un reacționar dur și ca un birocrat rigid, cultura umanistă a înflorit în Austro-Ungaria în timpul guvernării lui, în special în jurul anului 1900, ca niciodată înainte sau după. Cu toate acestea, spre deosebire de fiul său, prințul moștenitor Rudolf, monarhul nu a luat niciodată parte în mod activ la noile curente culturale și intelectuale; nici nu a fost afectat sau influențat de ele, în contrast cu sucesorul său la tron, arhiducele Franz Ferdinand, care adesea li se opunea cu înverșunare.
Viena era un punct de atracție pentru mulți oameni de știință precum Christian Doppler și Ludwig Boltzmann. Albert Einstein a fost pentru o scurtă perioadă profesor universitar la Karl-Ferdinands-Universität din Praga. Filosofi moderni ca Ludwig Wittgenstein, fiul marelui industriaș austriac Karl Wittgenstein, și Ernst Mach au influențat fundamental gândirea celor mai târziu numiți Cercul de la Viena. Nu întâmplător, cele mai importante cercetări făcute de Sigmund Freud, în timp ce preda la facultatea de medicină a Universității din Viena, au avut loc în jurul anului 1900.
Pe tărâmul artelor vizuale, Gustav Klimt s-a dezvoltat din pictor decorator al clădirilor de pe Ringstraße, dincolo de secesiunea vieneză, într-un premergător al picturii moderne. Retragerea împăratului i-a permis arhitectului Adolf Loos să construiască în anul 1910, exact în fața intrării baroce în curtea interoară a Hofburgului imperial, disputata lui primă clădire de locuit lipsită de ornamente și decorații. Se presupune că din acel moment, de câte ori părăsea Hofburgul, Francisc Iosif ieșea întotdeauna pe alte porți. 
Muzica a avut parte de o mare înflorire în vrema Dublei Monarhii, chiar mai mult decât artele frumoase. Deja cunoscută încă din zilele lui Mozart și ale lui Beethoven drept „capitala muzicii”, Viena a ocupat, ca mai înainte, o poziție preponderentă și influentă atât în domeniul muzicii culte (în special în muzica orchestrală, prin compozitori ca Anton Bruckner, Gustav Mahler și Richard Strauss), cât și în muzica ușoară (valsul vienez al dinastiei Strauss, opereta vieneză a lui Johann Strauss (fiul) și a lui Franz Lehár). În ultimii ani ai Monarhiei austro-ungare, Arnold Schönberg a dezvoltat muzica atonală, prin care a devenit unul dintre cei mai influenți și mai cunoscuți compozitori ai secolului al XX-lea.
Istoria filmului austriac a început tot în Austro-Ungaria. Primele imagini mișcătoare din Austria au fost prezentate de către frații Lumière în Viena în 1896 și, până la fondarea primelor societăți de producție cinematografică austriece la începutul secolului al XX-lea, responsabile pentru producția de film încă modestă erau în principal societățile de producție cinematografică franceze. În timpul primului război mondial au avut loc mai multe proiecții săptămânale de film de război, care raportau, în mod patriotic și sub supravegherea autorităților de cenzură imperiale, faptele petrecute pe front. Filmele de propagandă au fost produse și ele în număr mare, astfel încât anul 1918, ultimul an al domniei Habsburgilor, când s-au realizat în jur de 100 de filme, a fost cel mai productiv an al industriei de film austriece din vremea monarhiei.
În Budapesta zilelor noastre, oraș universitar din 1777, a fost construit încă din 1837–1847 Muzeul Național și din 1864 palatul Academiei Ungare de Științe. După compromisul din 1867, Ungaria s-a străduit să facă din propria ei capitală o concurentă a Vienei. Buda (în germană Ofen), aflată pe malul drept al Dunării, care era cu al ei palat regal de multă vreme cel mai însemnat oraș al regatului, a fost întrecută în secolul al XIX-lea de Pesta, aflată pe malul stâng. În 1872, cele două orașe au fost unite într-unul singur, Budapesta. S-au ridicat teatre, opere, biblioteci și muzee, iar în Pesta s-au făcut două bulevarde semi-circulare (Kiskörút și Nagykörút) care amintesc de Ringstraße. Pe malul din Pesta al Dunării a apărut uriașa clădire neogotică a parlamentului. În jurul anului 1900, noile clădiri au fost construite în stil Art Nouveau și în stil național maghiar, adesa cele două stiluri fiind combinate.

## Film
- Hugo Portisch și Sepp Riff: Das Ende der Monarchie. Vom Reich zur Republik („Sfârșitul monarhiei. De la imperiu la republică"). Documentar, Austria, 1987; 90 minute
- BBC, John Elliot și Stuart Burge: Fall of Eagles („Prăbușirea Vulturilor”)'. Serial documentar și dramă istorică, Regatul Unit, 1974